# Cronologia das invenções
Esta é uma cronologia das invenções, de particular importância e significante tecnologia e de pessoas que as inventaram.
Nota: Algumas datas apresentadas aqui tem controvérsias de suas invenções. Pois algumas foram criadas ao mesmo tempo por inventores em diferentes partes do mundo ou eram invenções impraticáveis até que outro inventor as aperfeiçoou para uma forma mais funcional. Devido a esta ambiguidade as datas de algumas invenções apresentadas aqui são as da forma mais funcional da invenção.

## Primeiras invenções
As datas apresentadas aqui são de evidências conhecidas das invenções, por tanto são datas aproximadas. Os locais apresentados são onde as evidencias das invenções foram encontradas, mas em muitos casos não há certeza de que a invenção tenha origem no local onde foi localizada.

### Paleolítico

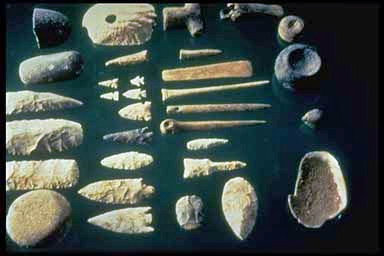
Ferramentas de pedra do período Paleolítico.

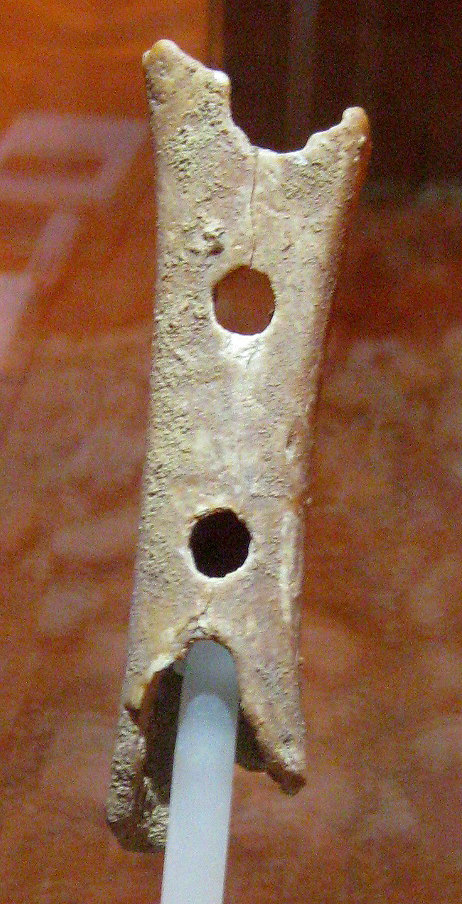
Uma flauta pré-histórica encontrada na Eslovênia.

- 2.6 milhões de anos (M.a.): Ferramenta de pedra (Oldowan) Etiópia,[1] os primeiros achados são típicos do Australopithecus garhi.[2]
- 2.3 M.a.: Primeira prova de controle do fogo e Cozedura, realizados pelo Homo habilis.[3][4][5]
- 1.76 M.a.: Ferramentas de pedras avançadas (Cultura Acheuliana) no Quênia, realizadas pelo Homo erectus.[6][7]
- 790 mil anos atrás (Mil a.a.): Primeira evidência de uso de Lareira em Gesher Benot Ya'akov, Israel (última possível invenção de utilização do fogo e cozedura).[4][5][8][9]
- 500 Mil a.a.: Evidências de construção de Abrigos no Japão.[10]
- 400 Mil a.a.: Uso de Pigmentos em Zâmbia.[11]
  - Uso de Flechas na Alemanha.[12]
- 200 Mil a.a.: Uso da Cola na Itália.[13]
- 170 Mil a.a.: Criação de Vestuário.[14]
- 110 Mil a.a.: Uso de Miçanga em colares decorativos em Israel.[15]
- 100 Mil a.a.: Primeiro uso de Sepultamento de pessoas em Israel.[16]
- 77 Mil a.a.: Invenção da Cama na África do Sul.[17]
- 64–61 Mil a.a.: Uso de Ferramenta de osso na África do Sul, evidenciado pelo achado de uma ponta de flecha juntamente com o que pode ser uma ponta de seta, sugerindo o uso de Arco e flecha, e uma agulha.[18][19]
- 44–42 Mil a.a.: Uso de Pau de entalhe (veja osso dos Libombos) no Essuatíni.[20]
- 40–20 Mil a.a.: Início de Cremação de corpos na Austrália.[21]
- 40 Mil a.a.: Pintura em cavernas na Espanha e Indonésia.[22]
- 36–9 Mil a.a.: Uso da Tecelagem evidências apontam que surgiu na extremidade da Geórgia[23] e/ou Morávia.[24] O mais antigo pedaço de tecido de pano atual foi encontrado em Çatalhöyük, Turquia.[25][26]
- 37 Mil a.a.: Invenção do Almofariz para moenda de alimentos, descoberto no Sudoeste Asiático.[27]
- 35 Mil a.a.: Invenção da Flauta na Alemanha.[28]
- 28 Mil a.a.: Invenção da Corda.[29]
- 16 Mil a.a.: Invenção da Cerâmica na China.[30]
- 15 Mil a.a.: Invenção do Rombo instrumento musical na Ucrânia.[31]
- 13–12 Mil a.a.: Criação da Agricultura no Crescente Fértil.[32][33]
- 13–11 Mil a.a.: Domesticação de ovelhas no Sudoeste Asiático.[34][35] (seguida de pequenas criações de porcos, cabras e gado)
- 11–8 Mil a.a.: Domesticação do Arroz no Sudoeste Asiático.[36]

### Neolítico

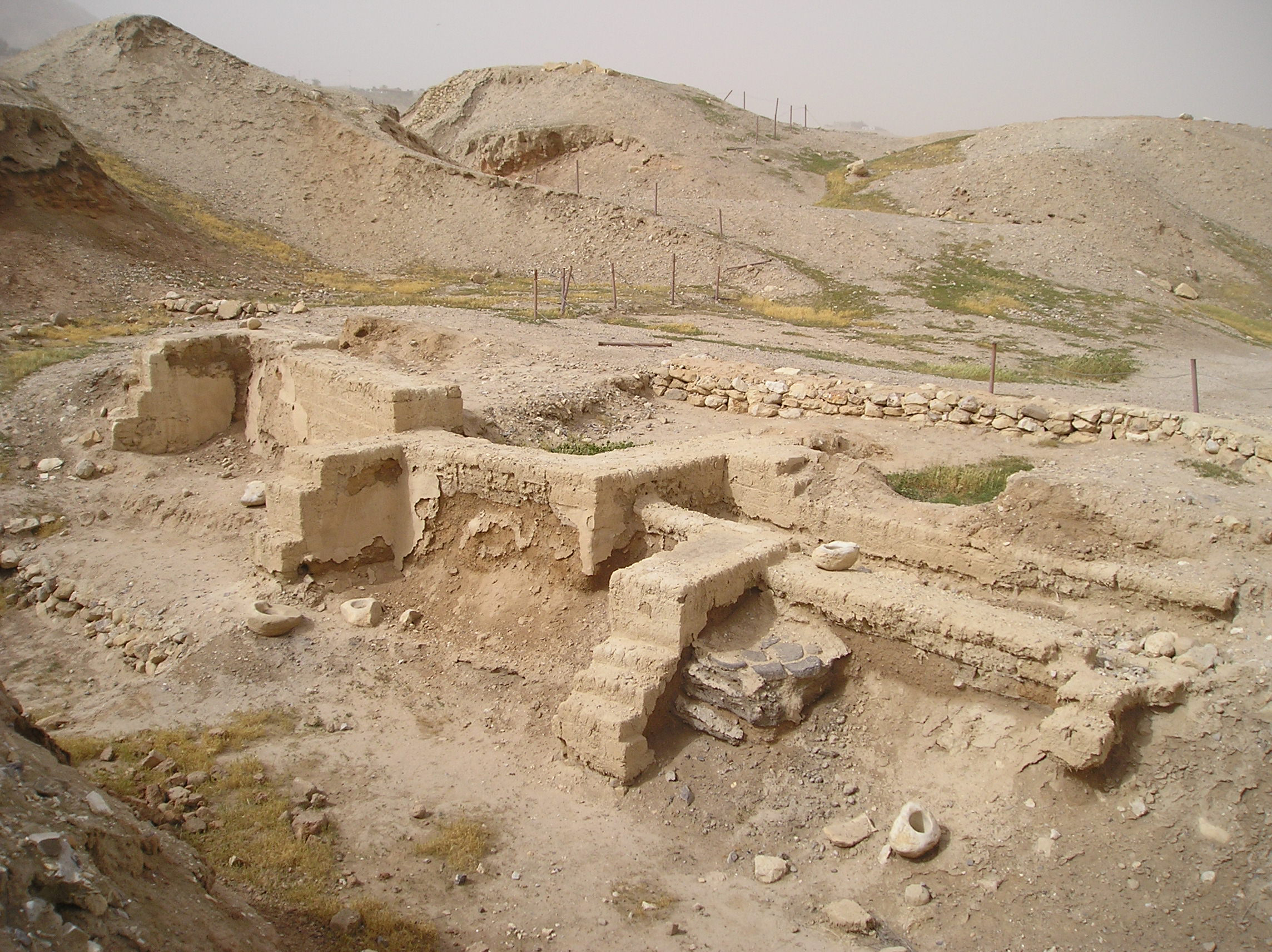
Residência desterrada no sítio arqueológico de Tell es-Sultan em Jericó.

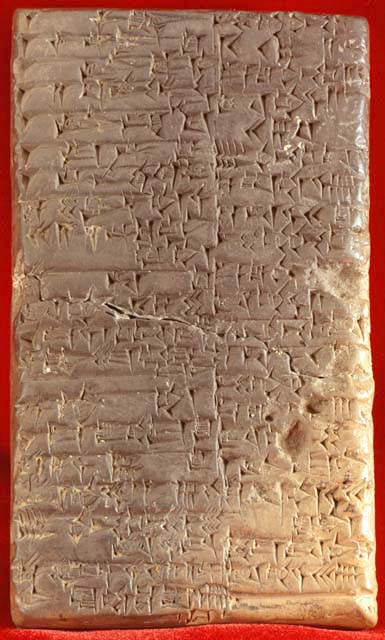
Tábua com Escrita Cuneiforme do Reino de Amar-Suena/Amar-Sin datado de 2041 ou 2040 a.C..

Nota: A seguir no texto foram substituídos as abreviaturas Ma (Milhões de anos) e Mil a.a. (Mil anos atrás) para a.C. (antes de Cristo) e d.C. (depois de Cristo) – sendo 8000 a.C. o mesmo que 10 Mil a.a..
- 8000 – 7500 a.C.: Proto-cidade – aparecimento de assentamentos permanentes, Jericó e Çatalhüyük.[37]
  - Construção de monumento de pedra – Göbekli Tepe na Turquia.[38]
- 6500 a.C.: Evidências de fundição de chumbo, em Çatalhüyük na Turquia.[39]
- 6000 a.C.: Construção de Fornalhas na Mesopotâmia (atual Iraque).[40]
- 5000 a.C.: Fundição de cobre na Sérvia.[41]
- Quinto milénio a.C.: Invenção da Laqueação na China.[42][43]
- 5000 – 4500 a.C.: Invenção dos Remos na China.[44][45]
- 4400 a.C.: Agulhas de cobre, em Nacada, Egito.[46]
- 3630 a.C.: Criação da Sericicultura que permitiu a criação de roupas de seda, na China.[47]
- 3500 a.C.: Invenção da Roda na Mesopotâmia e no Cáucaso.[48]
- 3200 a.C.: Criação da Navegação no Antigo Egito.[49][50]
- 3000 a.C.: Invenção da Escrita – Cuneiforme na Suméria, Mesopotâmia.[51] (veja também Proto-escrita)
  - Criação do Bronze na Mesopotâmia.[52]
  - Invenção do Papiro no Egito.[53][54]
  - Extração de Estanho na Ásia Central.[55]
  - Invenção do Pente na Pérsia.[56]
- 2500 a.C.: Criação de Docas no Egito.[57][58]

## Segundo milénio a.C.

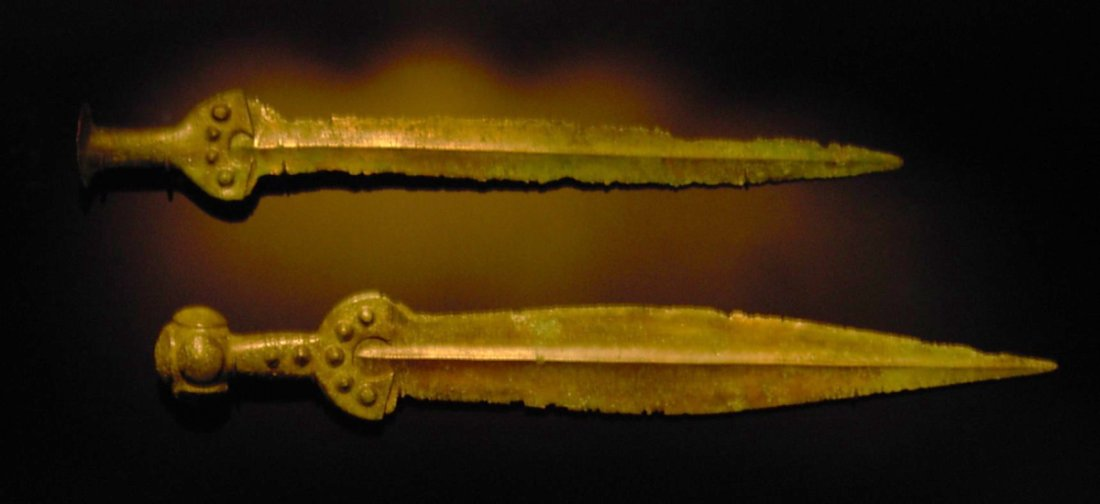
Espada do tipo Apa feita na Idade do Bronze, Século XVII a.C.

- 2000 a.C.: Notação musical, na Suméria.[59]
  - Invenção do Carro de guerra na Rússia e Cazaquistão.[60]
- 1700 a.C.: Criação do Alfabeto na Fenícia. (hoje o atual Líbano).[61]
- 1500 a.C.: Invenção da Semeadeira na Babilônia.[62]
  - Invenção das Moedas no Líbano ou na Lídia.[63]
- 1200 a.C.: Invenção da Espada no Antigo Egito.[61]
- 1000 a.C.: Invenção do Vidro no Líbano.[64]

## Primeiro milénio a.C.

### Século VIII a.C.
- 4850 a.C.: Criado o Dente postiço na Etrúria.[65]
  - Invenção da Tesoura na Europa.[65]
  - Invenção das Lentes na Grécia Antiga.[65]
- 750 – 700 a.C.: Invenção do Navio de guerra na Fenícia. (Atual Líbano)[65]

### Século VII a.C.
- 650 a.C.: Invenção dos Moinhos de vento na Pérsia.[65]
- 600 a.C.: Invenção do Farol no Egito.[65]

### Século VI a.C.
- c. 515 a.C.: Invenção do Guindaste na Grécia Antiga.[66]
- Século VI a.C.: Uma rudimentar via com trilhos chamada Diolkos é usada no Istmo de Corinto na Grécia Antiga.

### Século V a.C.

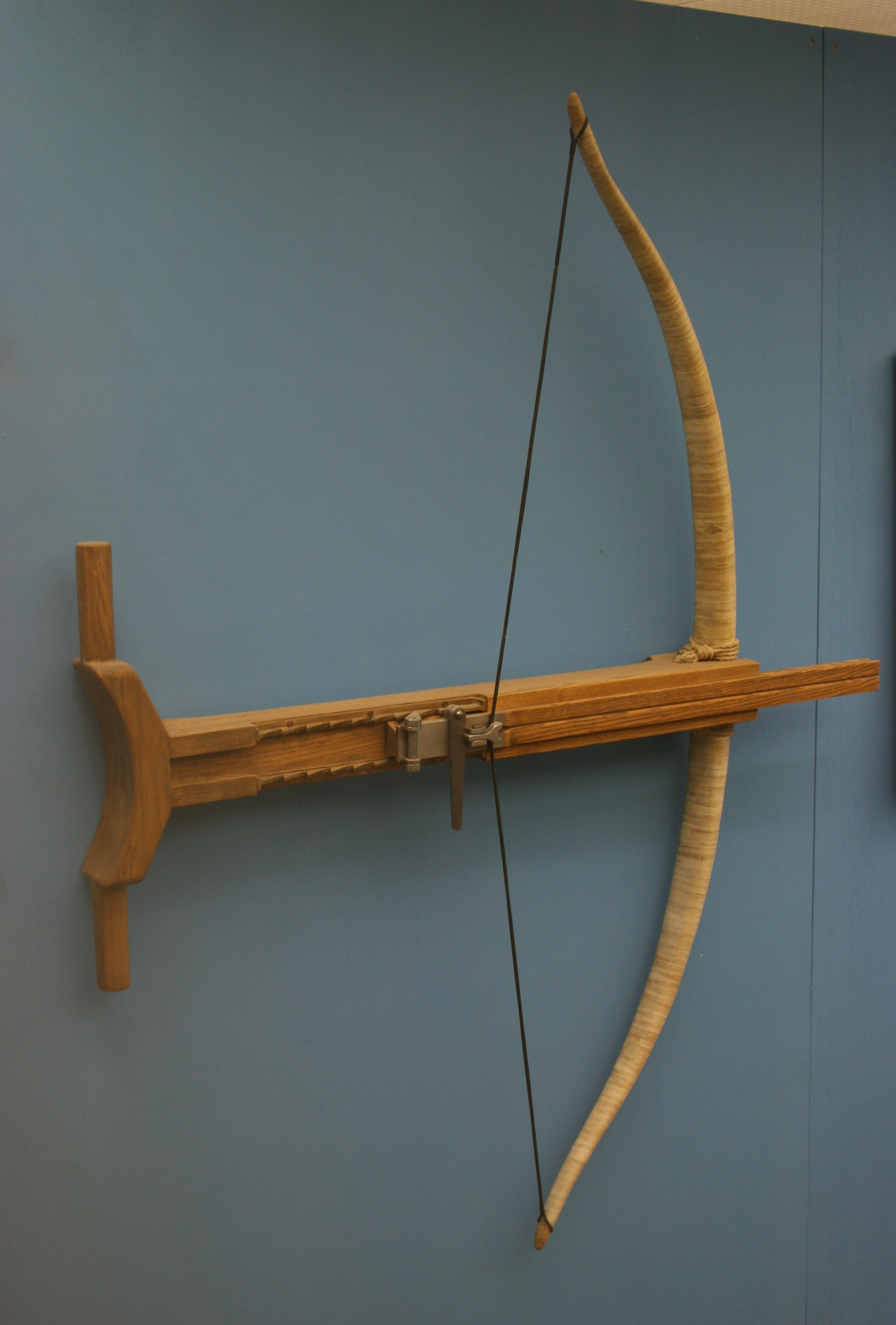
Reconstrução de uma Besta da Grécia Antiga chamada de Gastraphetes.

- Século V a.C.: Invenção da Manivela pelos Celtiberos (atual Espanha).[67][68]
  - Invenção do Ferro fundido na China Antiga, confirmado por evidências arqueológicas, no início do quinto século antes de Cristo durante a Dinastia Zhou (1122 – 256 a.C.).[69][70][71]
  - Invenção da Besta ou Balestra ou ainda Balesta na China Antiga e na Grécia Antiga: Na China Antiga, as mais antigas evidências são de setas de Besta em bronze datadas do início ou metade do quinto século antes de Cristo, encontradas em Yutaishan, Hubei.[72] Na Grécia Antiga, foi no Terminus ante quem o aparecimento do Gastraphetes em 421 a.C.[73][74]
- V – IV Século a.C.: Invenção do Trabuco de tração na China Antiga; apareceu novamente somente no Século VI d.C. no Mediterrâneo.[75]
- Antes de 421 a.C.: Invenção da Catapulta na Grécia Antiga (incl. a Sicília) ou Cartago na Fenícia.[73][74]
- c. 480 a.C.: Invenção da Escada espiral (Templo A) em Selinunte na Sicília.[76][77]
- 400 a.C.: Invenção do Espelho no Líbano.[65]

### Século IV a.C.
- Século IV a.C.: Invenção da Engrenagem na China.
- Aproximadamente 350 a.C.: Invenção do Sistema grego de semáforo hidráulico, um tipo de comunicação ótica desenvolvida por Enéas, o Tático.

### Século III a.C.
- Início do III século a.C.: Invenção da Eclusa no Antigo Canal de Suez sob o reinado de Ptolemeu II Filadelfo (283–246 a.C.), Egito Helenístico.[78][79][80]
- Século III a.C.: Invenção da Válvula de Torre de Eclusa no Sri Lanka.[81]
  - Invenção do Came durante o Período helenístico[82]
  - Invenção da Roda de água e do Mecanismo de escape, em reinos do Período helenístico descrito por Filão de Bizâncio (c.280–220 a.C.).[83]
- III – II Século a.C.: Invenção do Alto-forno na China Antiga, descoberta de primeiros alto-fornos na China datam dos séculos III e II antes de Cristo, contudo muito destes sítios são da Dinastia Han.[69]

### Século II a.C.
- Século II a.C.: Invenção do Papel durante a Dinastia Han na China: Invenção atribuída ao eunuco da corte Cai Lun (n. c. 50–121 d.C.), o mais antigo exemplar de polpa de fazer papel vem de um mapa do sítio arqueológico de Fangmatan em Gansu.[84]

### Século I a.C.

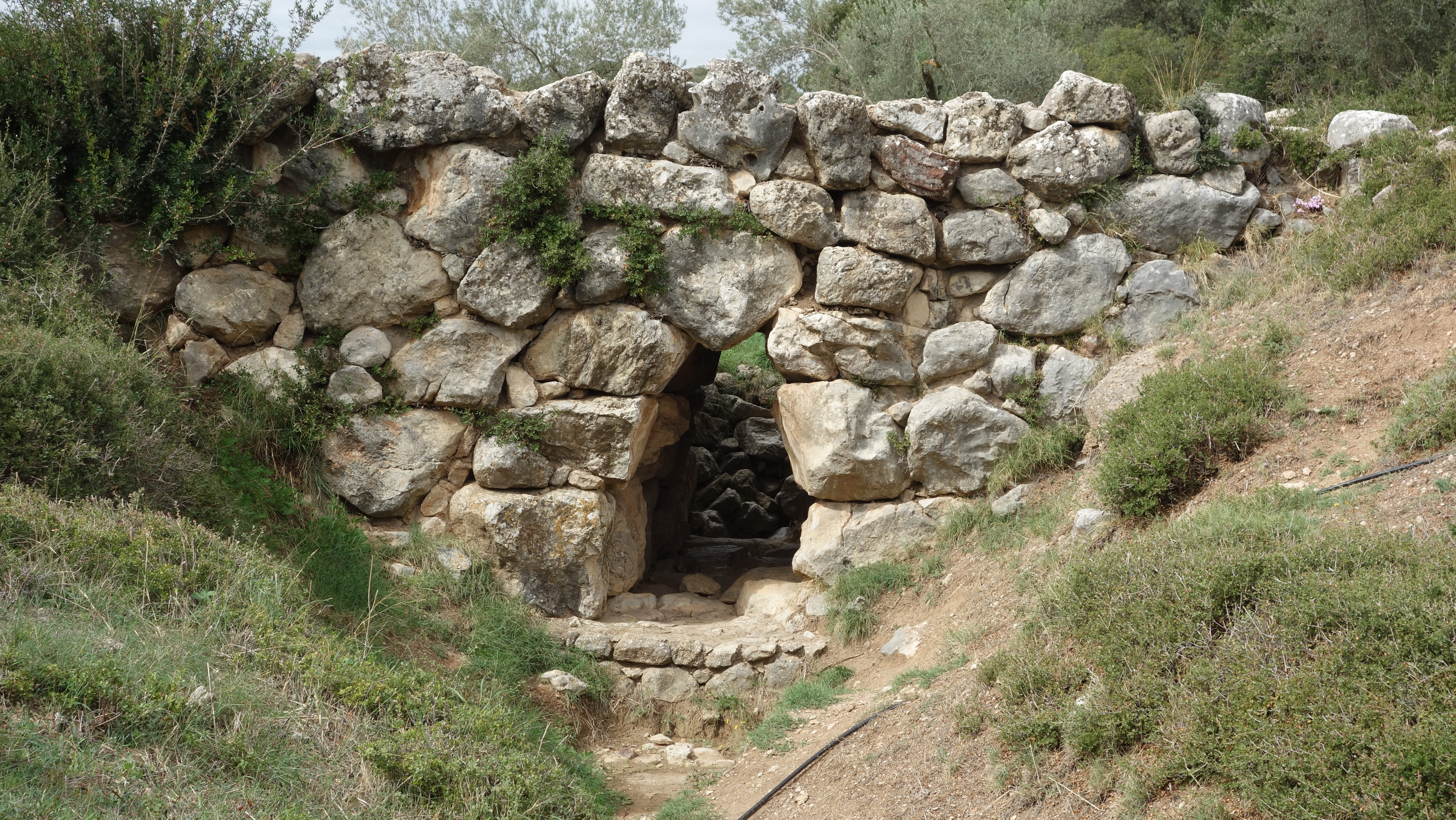
A mais antiga ponte em arco ainda em uso a Ponte de Arcádico datada de 1300–1190 a.C.

- Século I a.C.: Invenção do Vidro-soprado, descoberto na costa do Líbano.
  - Invenção da Ponte em arco segmental, (por exemplo a Pont-Saint-Martin e a Ponte de San Lorenzo) na Itália, durante a República Romana.[85][86]
  - Invenção da Barragem em arco (Barragem de Glanum) na Gália Narbonense, República Romana.[87][88][89][90][91]
- 150 a.C.: Invenção do Astrolábio no Mundo Helenístico.
- Antes de 71 a.C. (possivelmente no Século III a.C.[92][93][94]): Invenção do Moinho de água por engenheiros gregos no Leste do Mediterrâneo.[95][96]
- Antes de 25 a.C.: Inventada a Roda de água reversa de ultrapassagem, por engenheiros romanos no Rio Tinto na Espanha.[97]

## Primeiro milénio d.C.

### Século I
- Século I: Inventada a Eolípila, uma simples turbina a vapor é descrita por Heron de Alexandria.[98]

### Século II

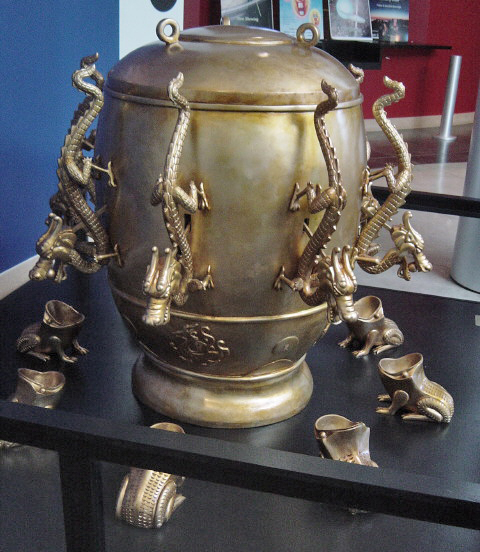
Uma réplica do Sismógrafo de Zhang Heng.

- 118 d.C.: Encontrado em uma tumba um Carrinho de mão na China, em Chengdu, Sichuan. Datado do período da Dinastia Han.[99]
- 132 d.C.: Invenção do Sismógrafo durante a Dinastia Han na China, criada por Zhang Heng.[100][101]
- Século II d.C.: Invenção do Eixo de manivelas descoberto em Augusta Ráurica que pertencia ao Império Romano.[102]
  - Invenção dos Números negativos durante a Dinastia Han.
  - Criação da Escola jurídica no Beirute, que na época pertencia ao Império Romano.[103]

### Século III
- Início do Século III: Invenção da gravura em madeira ou Xilogravura durante a Dinastia Han na China em algum período antes de 220 d.C. Isto faz a China tornar-se a primeira cultura com impressão do mundo.[104]
- Final do Século III: Aperfeiçoamento da Manivela e junção com a Biela (Serraria de Hierápolis) na Ásia Menor, durante o Império Romano.[105][106][107]
- Final do Século III–Início do Século IV: Invenção da Turbina na África Proconsular parte do Império Romano.[108][109][110]

### Século IV

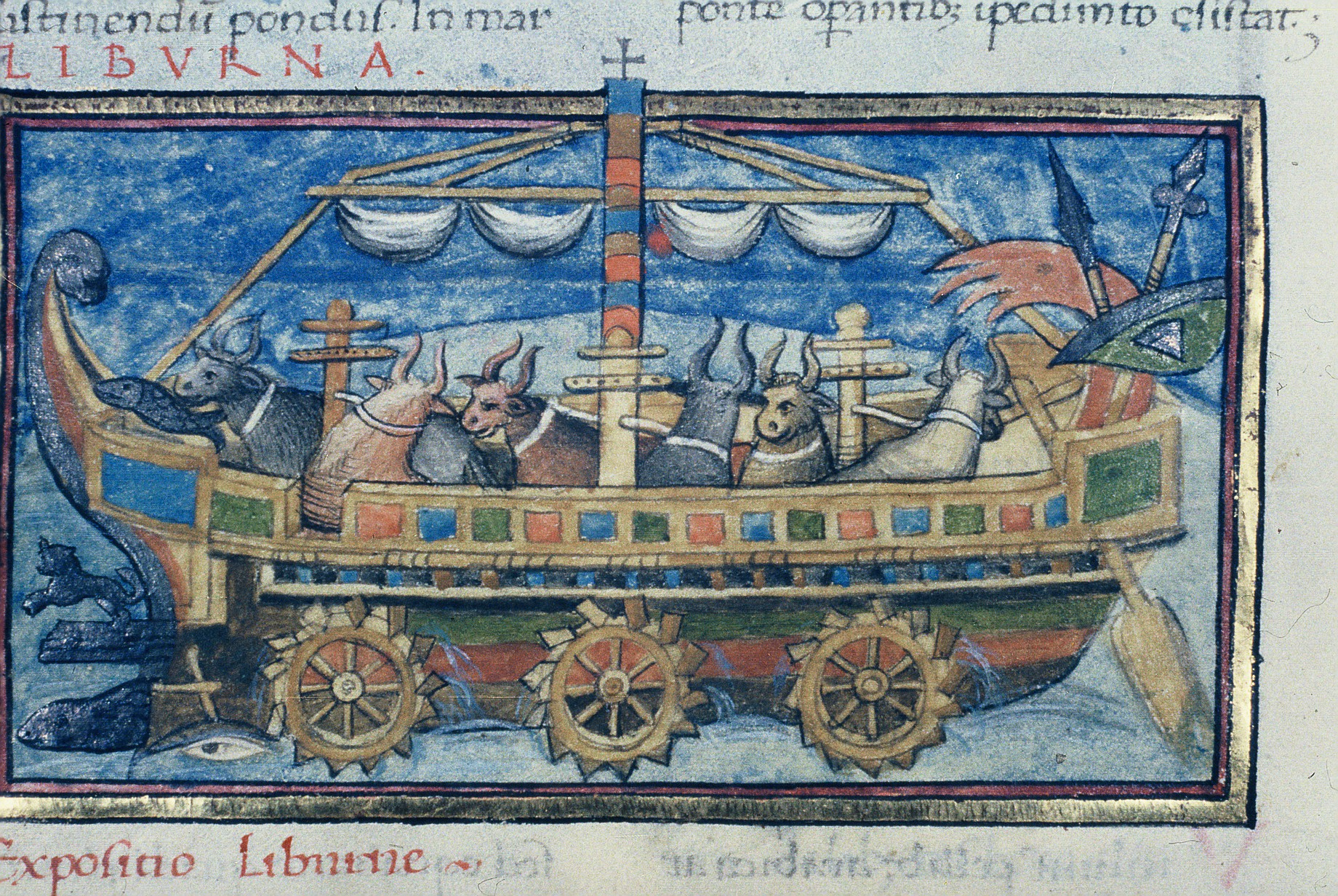
Miniatura do século XV de um barco a velas com roda de pás romano com tração animal, visto por volta do século IV, reprodução de De rebus bellicis.

- Século IV: Invenção do Moinho de campo ou Moinho de acampamento, mencionado pela primeira vez Yezhongji, ou 'Registros de Assuntos da Capital Ye da Antiga Dinastia Zhao' escrito por Lu Hui no século IV, descrevendo um moinho de campo construído por dois engenheiros, Xie Fei e Wei Mengbian.[111]
  - Invenção do Molinete na China Antiga, em registros literários a mais antiga evidência de um molinete e datada do século IV[112] trabalho intitulado de Vida dos Famosos Imortais.[113]
- 347 d.C.: Invenção do Poço de petróleo e da Bomba hidráulica alternativa na China. Tais poços podiam chegar à 240 m (787 ft) de profundidade.[114]
- Século IV: Invenção do Estribo na Antiga China. A primeira evidência do uso dos estribos por cavaleiros foi encontrada em uma tumba da Dinastia Jin datada sendo por volta do ano 322 d.C.[115][116][117] O estribo parecia estar em uso generalizado na China por volta do ano 477 d.C.[118]
  - Invenção da Iluminação pública na Síria.[119]
- IV–V século: Invenção de Embarcações com rodas de pás (citado em De rebus bellicis) no Império Romano.[120]

### Século V
- Século V: Invenção do Colar de cavalo nas Dinastias do Norte e do Sul na China.[121] Sua primeira descrição foi encontrada em uma pintura de caverna da cidade de Dunhuang, ela foi datada sendo do ano de 477–499 d.C.[122]
- V–VI século: Invenção de Pontes de arco pontiagudo (por exemplo Karamagara) na Capadócia, no Leste do Império Romano.[123][124]

### Século VI
- Depois de 500 d.C.: Invenção da Charkha (Roca de fiar) na Índia entre 500 e 1000 d.C.[125]
- 563 d.C.: Invenção do Pendículo de cúpula (Santa Sofia) em Constantinopla Leste do Império Romano.[126]
- 577 d.C.: Descoberta das Hastes de enxofre antecessoras dos palitos de fósforo, na China.
- 589 d.C.: Uso do Papel higiênico na China, durante a Dinastia Sui e descrito por Yan Zhitui (531–591), com evidências de uso continuo durante as dinastias seguintes.[127][128]

### Século VII

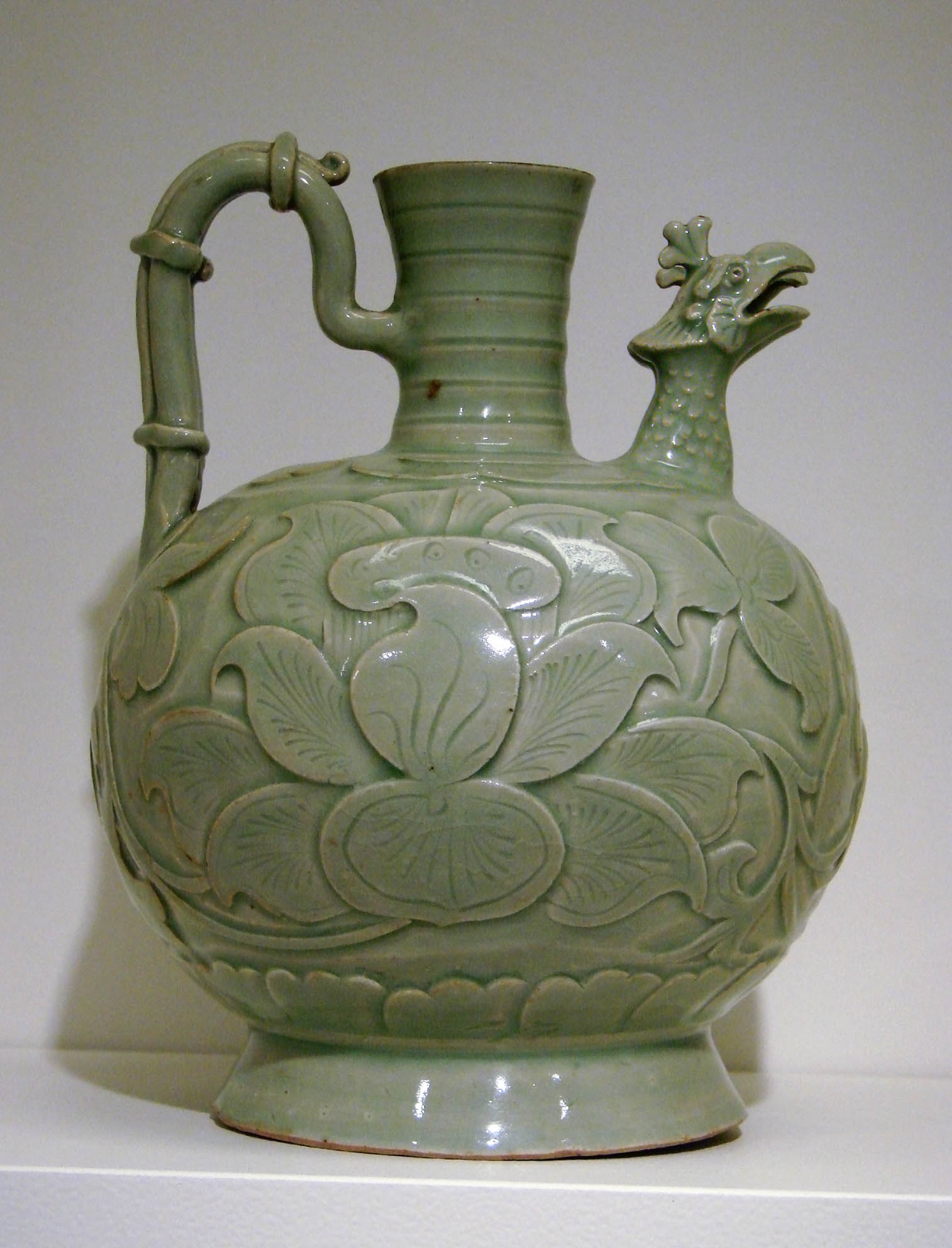
Uma Porcelana datada da metade do século X da Dinastia Song na China.

- 672: Invenção do Fogo grego por Calínico de Heliópolis. descrito por Teófanes, o Confessor.[129]
- século VII: Invenção da Cédula na China durante as dinastias Tang e Song.[130][131][132]
  - Criação da Porcelana na China: A verdadeira porcelana e fabricada no Norte da China durante a Dinastia Tang.[133]

### Século VIII
- 725 d.C.: Invenção do Relógio mecânico durante a Dinastia Tang na China, criado por Yi Xing e Liang Lingzan.[134]

### Século IX

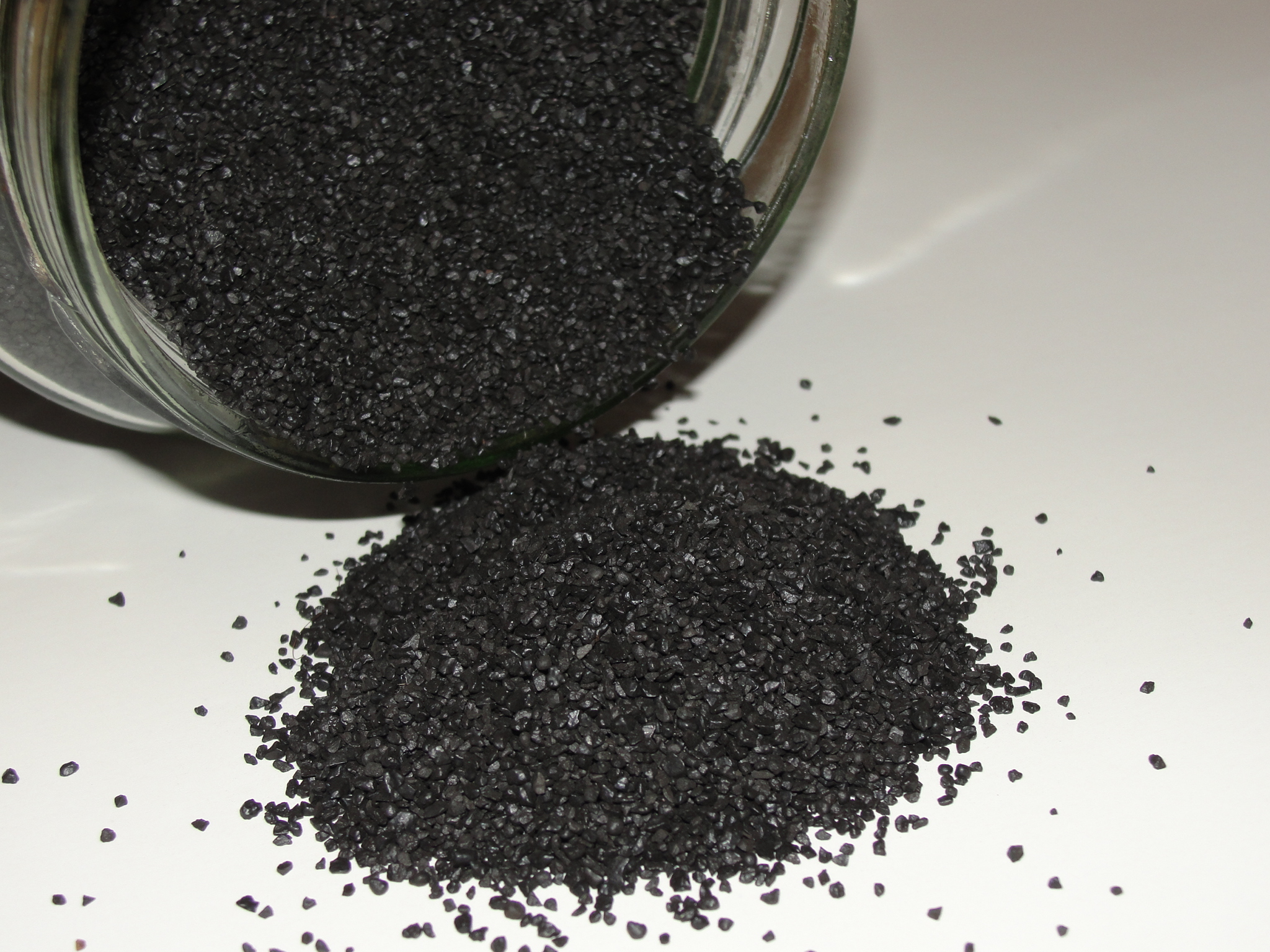
Jarro de Pólvora negra usada para carregamento de armas de fogo como os mosquetes, em Moscou Rússia.

- Século IX: Invenção da Pólvora durante a Dinastia Tang, na China.[135][136][137][138][139]
  - Invenção da Álgebra na Síria.[140]
  - Invenção da Universidade no Marrocos.[140]
  - Criação do Numeral zero na Índia antiga.[141][142]

### Século X
- Século X: Invenção da Lança de fogo durante a Dinastia Song, no início era um tubo de bambu e mais tarde de metal que disparava uma bola de pólvora que produzia fogo e estilhaços, foi descrito pela primeira vez em uma pintura encontrada no sítio de Dunhuang[143] A lança é a primeira arma de fogo da história e também a primeira arma a usar pólvora.[144][145]
  - Invenção dos Fogos de artifício durante a Dinastia Song (960–1279) na China, no início da idade da pólvora. Eram vendidos em mercados, e feitos de varas de bambu com a pólvora inserida dentro.[146]
  - Invenção de Doca seca durante a Dinastia Song na China.[147]

## Segundo milénio d.C.

### Século XI
- Século XI: Invenção da Ambulância pelos Cruzados em Israel e no Líbano.[119]
  - Evidências de uso das primeiras versões do Processo de Bessemer no Ásia Oriental.
- 1088 d.C.: Invenção dos Tipos móveis durante a Dinastia Song na China. O primeiro registro de uso dos tipos móveis é do texto Meng xi bi tan escrito em 1088, e atribuição da invenção à Bi Sheng.[148][149][150][151] No século XIII os coreanos desenvolveram os tipos móveis em metal.[152] No século XV Johannes Gutenberg inventou o moderno sistema de tipos móveis para impressão em massa.[153]

### Século XII
- 1119 d.C.: Invenção da Bússola de navegação durante a Dinastia Song na China. O primeiro registro de uso de agulha magnetizada para propósitos de navegação no mar foi encontrado no livro de Zhu Yu Pingzhou Conversas à Mesa de 1119 (escrito de 1111 à 1117).[150][154][155][156][157][158][159]

### Século XIII

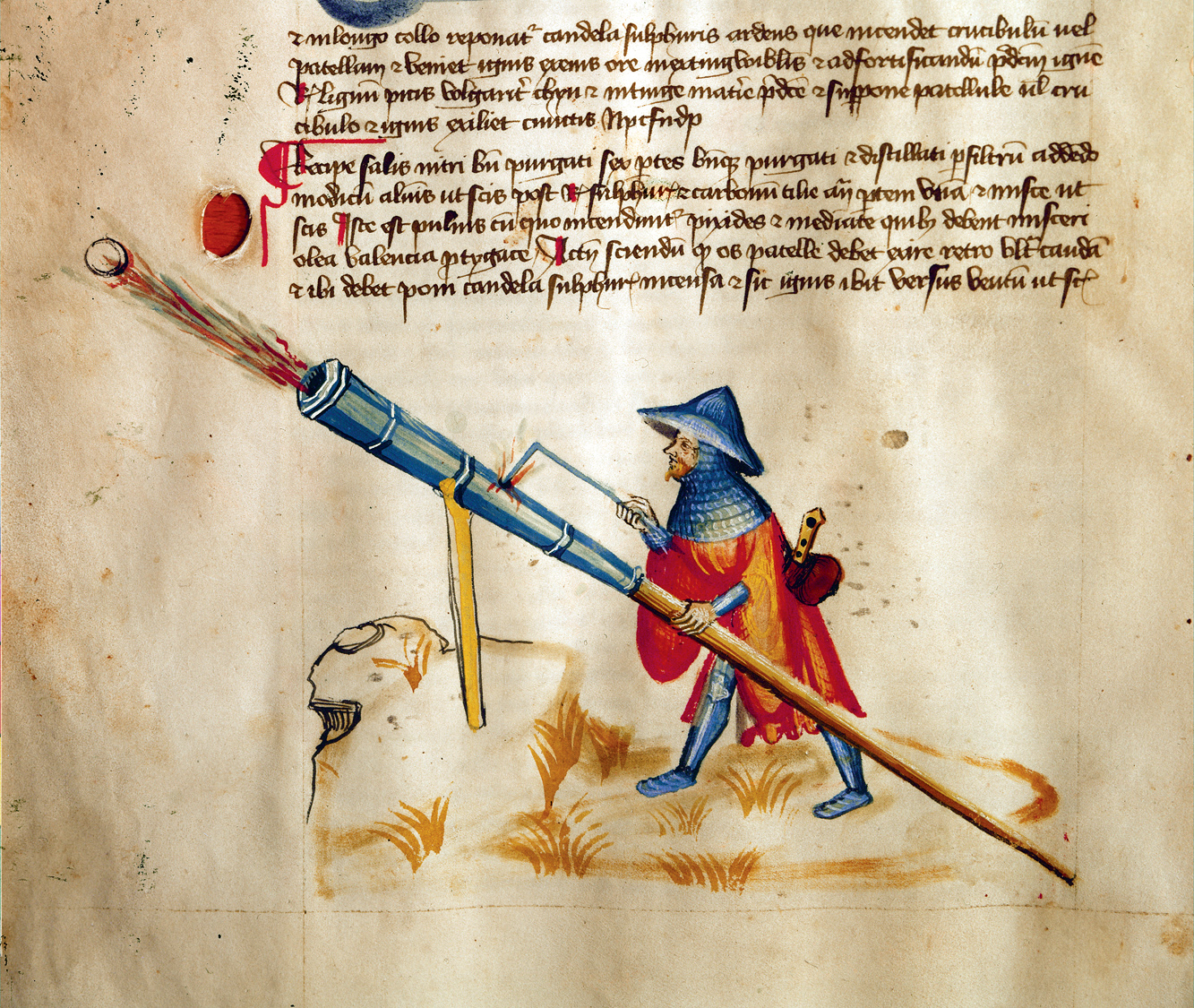
Um Canhão de mão sendo disparado em manuscrito de 1405.

- Século XIII: o Sabão é inventado na Babilônia.[140]
  - O Foguete para uso militar e recreacional é datado de antes e depois do século XIII na China.[160]
  - A primeira forma do Mecanismo de escape surge na Europa, com o uso do Escapamento Verge.[161]
- 1275 d.C.: Invenção do Torpedo por Hasan al-Rammah.[162]
- 1277 d.C.: Invenção da Mina terrestre durante a Dinastia Song na China. Evidências textuais sugerem que o primeiro uso na história de minas terrestres ocorreu durante a Dinastia Song, usado por um brigadeiro-general conhecido como Lou Qianxia, que teria usado uma bomba enorme (huo pao) para matar soldados mongóis que invadiam a cidade de Guangxi em 1277.[163]
- 1286 d.C.: Invenção dos Óculos na Itália.[164]
- Século XIII: Primeiro uso de uma Bomba explosiva na Dinastia Jin na Manchúria: Bombas explosivas são usadas na Dinastia Jim para atacar uma cidade da Dinastia Song.[165] As primeiras bombas explosivas eram feitas em ferro fundido com pólvora e foram documentadas na China, com a denominação de "bombas trovão-destruidor",[166] cunhadas para a batalha naval de 1231 durante a Dinastia Jin.[167]
  - Inventado o Canhão de mão durante a Dinastia Yuan na China. O primeiro vestígio canhão de mão foi encontrado em uma escavação no sítio arqueológico de Heilongjiang. É descrito também em um texto chamado Yuanshi (1370) de um comandante de etnia Jurchen.[168]

### Século XIV
- Início até a metade do século: Invenção de Foguete de múltiplos estágios durante a Dinastia Ming na China. Descritos no texto Huolongjing por Jiao Yu.
- Final de 1326 d.C.: Invenção do Canhão durante a Dinastia Ming na China.[169]
- Século XIV: Invenção da Balestilha por Levi ben Gerson.
  - Invenção da Mina naval durante a Dinastia Ming na China. Foi descrito no texto Huolongjing e posteriormente por Liu Bowen. Modelos posteriores foram documentados por Song Yingxing em sua enciclopédia de 1637.[170]

### Século XV

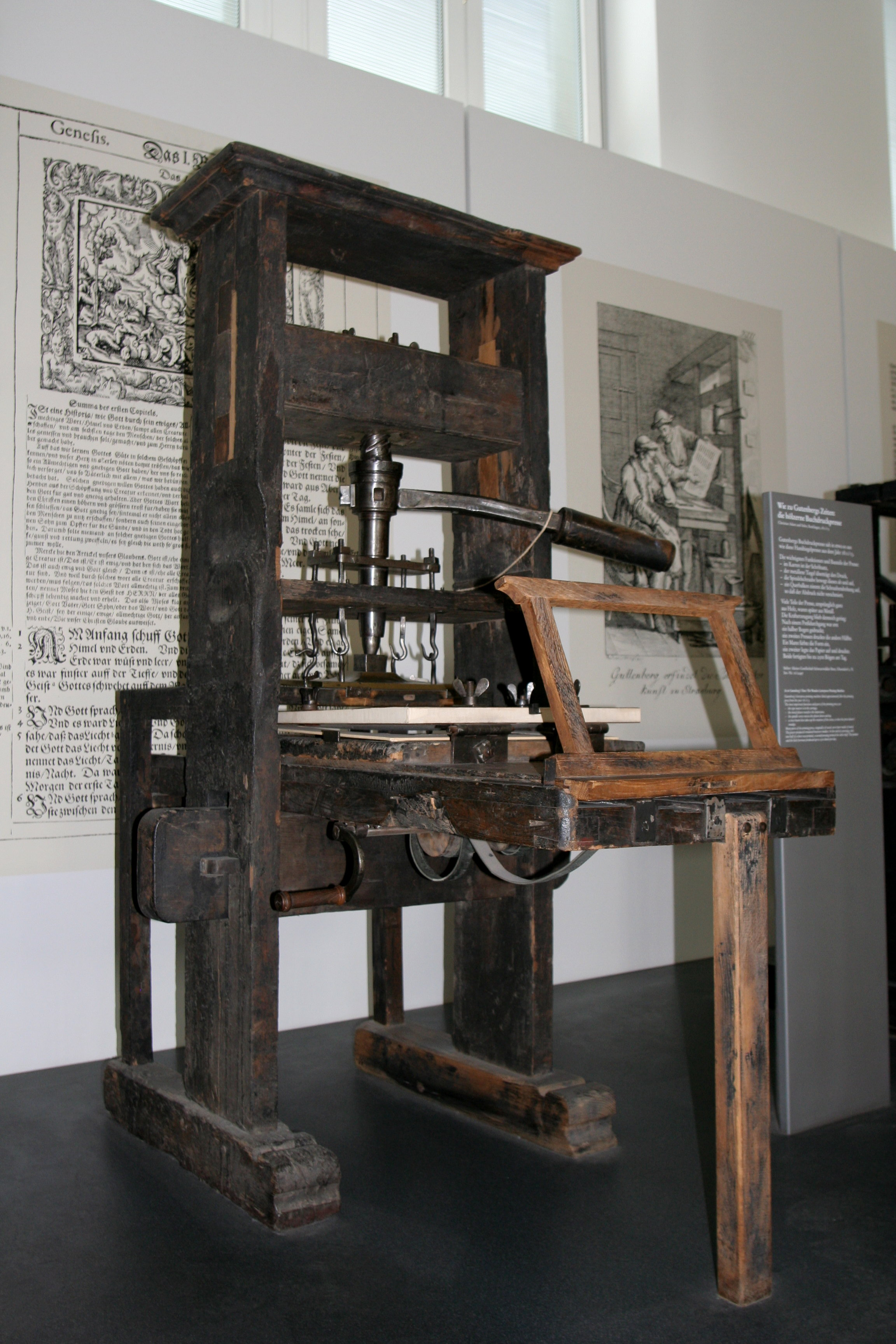
Prensa de tipos móveis de 1811.

- Século XV: Invenção da Mola de corda utilizadas principalmente em relógios, na Europa.[171]
  - Invenção do Fuzil na Europa.
- 1420 d.C.: Invenção do Arco de pua em Flandres durante o Sacro Império Romano-Germânico.[172]
- 1439 d.C.: Criação da Prensa móvel em Mainz, Alemanha. A prensa móvel foi inventada no Sacro Império Romano-Germânico por Johannes Gutenberg por volta de 1440, foi baseada nas prensas de torção da época. O primeiro registro de impressão confirmado apareceu em 1439 em uma ação contra Gutenberg.[173]
- Metade do século XV: Invenção do Arcabuz, possivelmente na Espanha.[174][175]
- Década de 1470 d.C.: Invenção do Paraquedas (com armação) durante a Renascença italiana.[176]
- Década de 1480 d.C.: Invenção do Astrolábio náutico na Circum-navegação Portuguesa da África.[177]

### Século XVI
- 1551 d.C.: Taqi ad-Din descreve um simples aparelho parecido com uma Turbina a vapor usada uma chaminé de forno.[178]
- 1560 d.C.: Invenção da Doca seca flutuante em Veneza na República de Veneza.[179]
- 1569 d.C.: Criação da Projeção de Mercator com o mapa criado por Gerardo Mercator.
- 1594 d.C.: O capitão John Davis inventa o Quadrante de Davis.
- Final de 1597 d.C.: Inventado o Revólver por Hans Stopler.

### Século XVII
- 1605 d.C.: Invenção do Jornal com a publicação de Relation, em Estrasburgo no Sacro Império Romano-Germânico.[180]
- 1608 d.C.: Invenção do Telescópio por Hans Lippershey, Zacharias Janssen ou Jacob Metius nos Países Baixos.
- Entre 1590 e 1618 d.C.: Invenção do Microscópio por Zacharias Janssen dos Países Baixos.
- 1630 d.C.: Invenção da Régua de cálculo por William Oughtred.[181][182]
- 1642 d.C.: Invenção da Calculadora mecânica por Blaise Pascal com a La pascaline.
- 1643 d.C.: Invenção do Barómetro por Evangelista Torricelli ou possivelmente três anos antes por Gasparo Berti.[183]
- 1650 d.C.: Invenção da Bomba de vácuo por Otto von Guericke.
- 1656 d.C.: Invenção do Relógio de pêndulo por Christiaan Huygens. O relógio de pêndulo foi conceitualizado pela primeira vez em 1637 por Galileu Galilei, mas ele foi incapaz de criar um modelo funcional.
- 1663 d.C.: Invenção da Máquina de fricção por Otto von Guericke.
- 1680 d.C.: Descrito pela primeira vez o Motor a pistão por Christiaan Huygens.

### Século XVIII

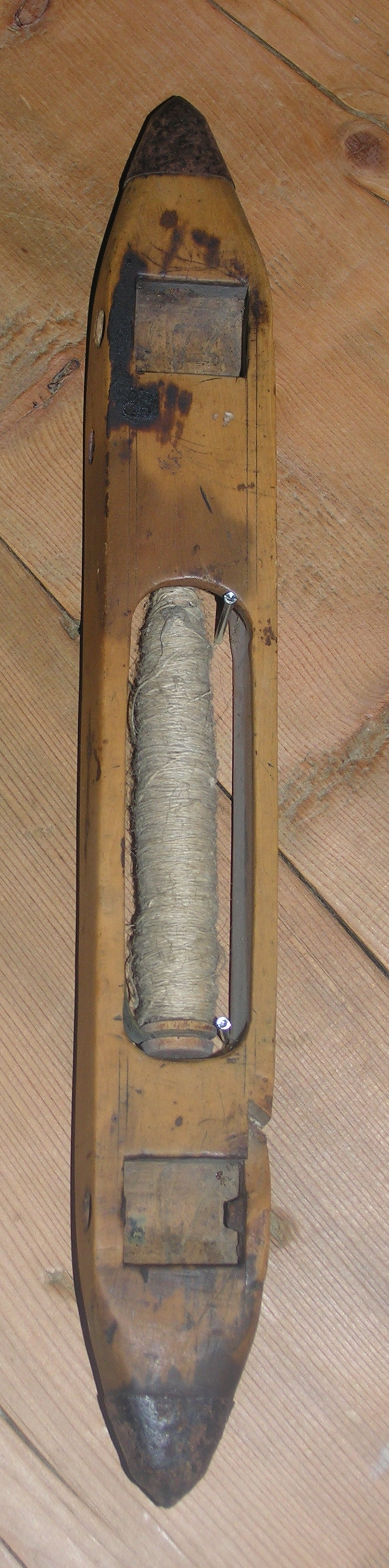
Uma Lançadeira com bobina.

- c. 1700 d.C.: Invenção do Piano, por Bartolomeo Cristofori.[184]
- 1709 d.C.: Gabriel Fahrenheit inventa o termômetro de álcool.
- 1712 d.C.: Invenção do primeiro Motor a vapor comercial para remoção de água das minas.[185] Por Thomas Newcomen, o motor de pistões diferente do motor de Thomas Savery.
- 1714 d.C.: Invenção Máquina de escrever, por Henry Mill.[186]
- 1718 d.C.: Metralhadora, do inglês James Puckle.
- 1730 d.C.: Invenção do Oitante por inventos independentes de Thomas Godfrey e John Hadley.
- 1733 d.C.: Invenção da Lançadeira por John Kay.[187]
- 1736 d.C.: Invenção do Relógio marítimo por John Harrison.
- 1745 d.C.: Inventada independentemente por Pieter van Musschenbroek e Ewald Georg von Kleist a garrafa de Leiden. Considerada uma primeira forma de capacitor.
- 1746 d.C.: Inventado o processo da câmara de chumbo para a produção de ácido sulfúrico.
- 1750 d.C.: Invenção da primeira máquina de refrigeração artificial por William Cullen.
- 1764 d.C.: Invenção da máquina de fiar hidráulica por James Hargreaves.
- 1765 d.C.: Invenção de um motor a vapor improvisado com o condensador separado, por James Watt.
- 1767 d.C.: Invenção do processo para a produção de Água gaseificada, por Joseph Priestley.

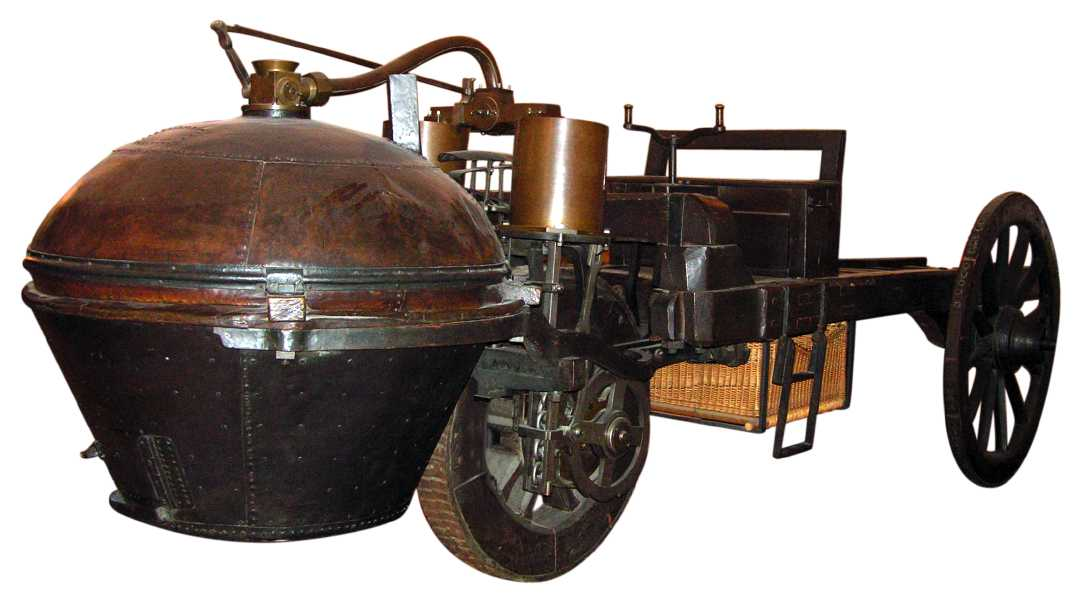
O veículo a vapor de Cugnot.

- 1769 d.C.: Inventado o 'primeiro veículo movido a vapor capaz de transportar passageiros, o primeiro carro, por Nicolas-Joseph Cugnot.
- 1770 d.C.: Inventada o primeiro design conhecido de uma Balança, por Richard Salter.
- 1774 d.C.: Inventada a primeira máquina de Alesagen, por John Wilkinson, considerada por muitos como a primeira Máquina-ferramenta.
- 1775 d.C.: Inventado o primeiro Torno de corte de parafuso, por Jesse Ramsden.
- 1776 d.C.: Invenção do Compressor de ar mecânico por John Wilkinson.
- 1783 d.C.: Invenção do primeiro Barco a vapor, por Claude-François-Dorothée Marquês de Jouffroy d'Abbans.
  - Invenção do primeiro Balão de ar quente, por Joseph-Ralf e Jacques-Étienne Montgolfier.
- 1785 d.C.: Primeiro uso do processo de Eletrólise, por Martin van Marum.

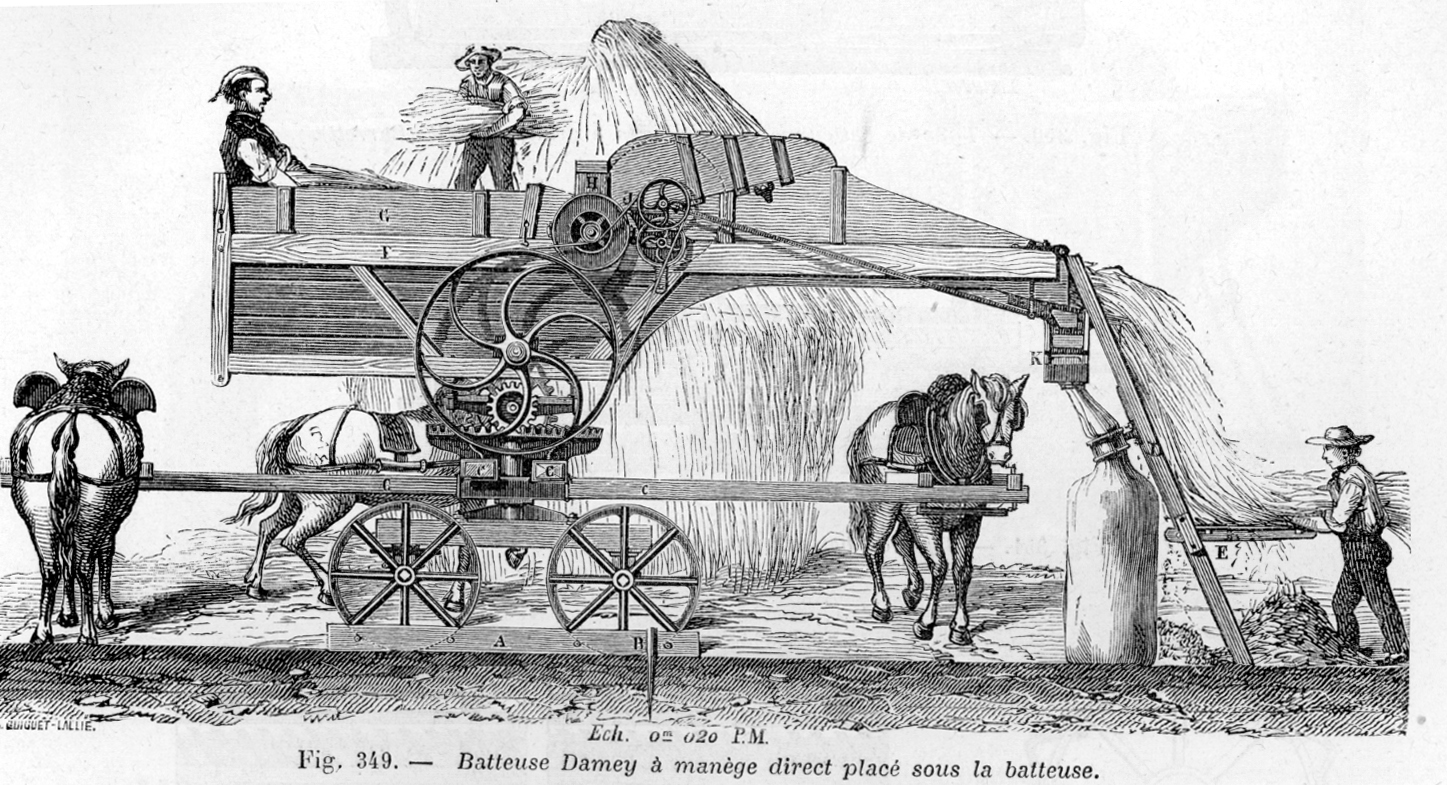
Uma debulhadora de 1881.

- 1786 d.C.: Invenção da Debulhadora, por Andrew Meikle.
- 1789 d.C.: Invenção do Tear mecânico, por Edmund Cartwright.
- 1792 d.C.: Invenção do moderno Telégrafo semafórico, por Claude Chappe.
- 1793 d.C.: Inventado o Descaroçador de algodão, por Eli Whitney.
- 1795 d.C.: Invenção da Prensa hidráulica, por Joseph Bramah.
- 1798 d.C.: Desenvolvimento da primeira bem sucedida Vacina, a Vacina antivariólica, por Edward Jenner.
- 1799 d.C.: Invenção do primeiro Compressor de ar motorizado, por George Medhurst.
  - A primeira máquina de papel é inventada por Louis-Nicolas Robert.

### Século XIX
- 1800 d.C.: Inventada a Pinha voltaica, uma primeira forma de Bateria, por Alessandro Volta na Itália, foi baseado nos trabalhos prévios de Luigi Galvani.
- 1802 d.C.: Inventada a Lâmpada a arco voltaico, por Humphry Davy.[188]
- 1804 d.C.: A Morfina é descoberta como o primeiro alcaloide ativo extraído da planta de Papoila do ópio, por Friedrich Sertürner.[189]
  - Invenção da Locomotiva a vapor, por Richard Trevithick.[190]
  - Criação do primeiro Anestésico geral moderno, por Hanaoka Seishū.[191]

.
- 1807 d.C.: Invenção do primeiro Motor de combustão interna, por Joseph Nicéphore Niépce.
  - Criação do primeiro automóvel motorizado por um motor de combustão interna abastecido por hidrogênio, por François Isaac de Rivaz.
  - Robert Fulton expande a transportação por água e o comércio com o seu praticável Barco a vapor.
- 1810 d.C.: Invenção do processo de Conservação de alimentos, por Nicolas Appert.
- 1811 d.C.: Invenção de uma Prensa móvel motorizada que foi também a primeira a usar cilindros, por Friedrich Koenig.
- 1814 d.C.: Invenção da primeira Aplainadora moderna, por James Fox, embora por vezes o invento e creditado à Matthew Murray de Leeds e a Richard Roberts de Manchester.
- 1816 d.C.: O primeiro Telégrafo elétrico funcional é inventado por Francis Ronalds por meio de processos eletrostáticos.
  - Invenção do Motor Stirling, por Robert Stirling.[192]

Funcionamento de um Motor Stirling.

- 1817 d.C.: Invenção da Draisiana antecessora da bicicleta moderna, por Karl von Drais.
- 1818 d.C.: Invenção da tuneladora escudo, por Marc Isambard Brunel.
- 1822 d.C.: Invenção da máquina-ferramenta Limadora que permitiu a fabricação de armamentos e mais tarde cabos de machados.[193][194]
  - Invenção do primeiro processo fotográfico a Heliografia, por Joseph Nicéphore Niépce.
- 1824 d.C.: Criação do proto-Cimento Portland, por Joseph Aspdin.[195]
  - Invenção do Fuzil por ação de ferrolho, por Johann Nikolaus von Dreyse.[196]
- 1825 d.C.: Invenção do Eletromagneto, por William Sturgeon.
- 1826 d.C.: Invenção dos Palito de fósforo moderno, por John Walker.[197]
- 1828 d.C.: Desenvolvido o processo de ar quente em alto-fornos industriais, por James Beaumont Neilson.
  - Invenção da Segadora ou Ceifadora mecânica, por Patrick Bell.

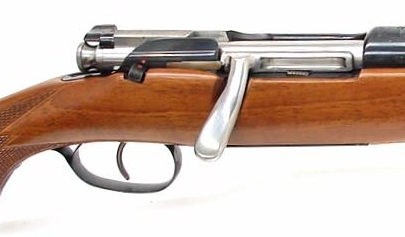
Um ferrolho de uma carabina Mannlincher.

- 1829 d.C.: Primeiro uso verdadeiro de um Cartucho de percussão central, por Clement Pottet, sendo o mais difundido tipo de cartucho usado hoje. Contudo o desenvolvimento de Pottet não era efetivo até 1855.
  - Invenção do Compressor de ar composto, por William Mann.
- 1830 d.C.: Invenção do Cortador de grama, por Edwin Beard Budding.
- 1831 d.C.: Inventado um método de Indução eletromagnética, por Michael Faraday.
- 1834 d.C.: Inventado o primeiro Motor elétrico praticável, por Moritz von Jacobi.
- 1835 d.C.: Invenção do Relé eletromecânico, por Joseph Henry.
- 1835 d.C.: Invenção do Revólver praticável moderno, por Samuel Colt que também fez a sua produção em massa.
- 1836 d.C.: Invenção do Código Morse, por Samuel Morse.

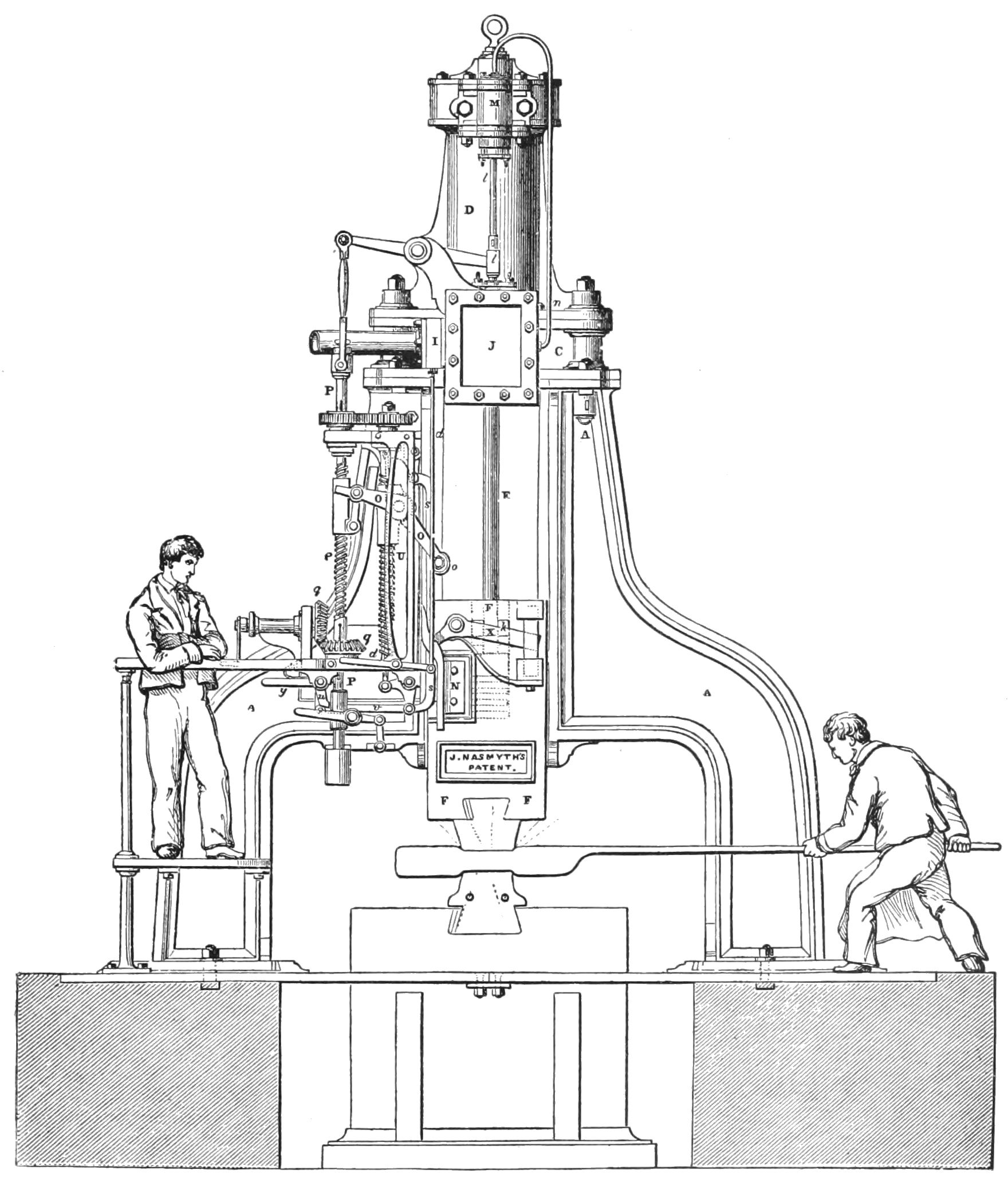
O Bate-estacas a vapor de James Nasmyth.

- 1839 d.C.: Invenção da Escavadora de cesta a vapor, por William Otis.
  - Invenção do Bate-estacas a vapor ou Martelo a vapor, por James Nasmyth.
  - Inventado um método de Efeito fotovoltaico, que culminou na produção de células solares, por Alexandre Edmond Becquerel.
  - Inventado o processo de Vulcanização da borracha, por Charles Goodyear
- 1842 d.C.: Invenção da primeira Célula de combustível, por William Robert Grove.
  - Invenção do Superfosfato, primeiro fertilizante feito pelo homem, por John Bennet Lawes.
- 1844 d.C.: Invenção do método para fazer Polpa de celulose para produção de papel, por trabalhos independentes de Friedrich Gottlob Keller e Charles Fenerty.
- 1845 d.C.: Invenção do moderno tipo de cimento chamado de Cimento Portland, por Isaac Charles Johnson.
- 1846 d.C.: O cartucho Lefaucheux é atualizado por Benjamin Houllier para um modelo todo em metal com pólvora, é o primeiro de seu tipo.
- 1847 d.C.: Invenção da Nitroglicerina explosivo mais potente que a pólvora negra, por Ascanio Sobrero.
- 1848 d.C.: Invenção da Britadeira hidráulica, por Jonathan J. Couch.

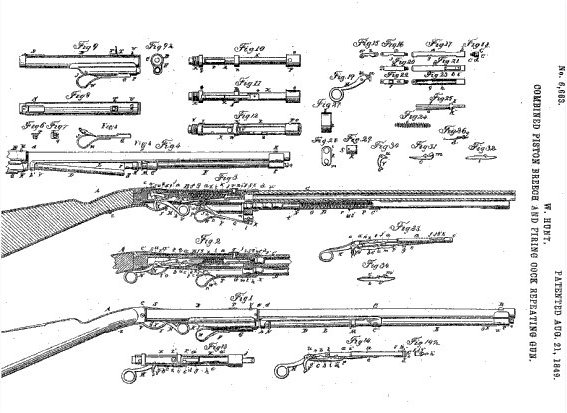
Diagrama do Fuzil de repetição criado por Walter Hunt.

- 1849 d.C.: Inventado o primeiro Fuzil de repetição com cartuchos de metal, por Walter Hunt.
- 1850 d.C.: Invenção do Acumulador hidráulico, por William George Armstrong.
- 1852 d.C.: Criada a técnica de Deposição química em fase vapor, usada pela primeira vez por Robert Bunsen.

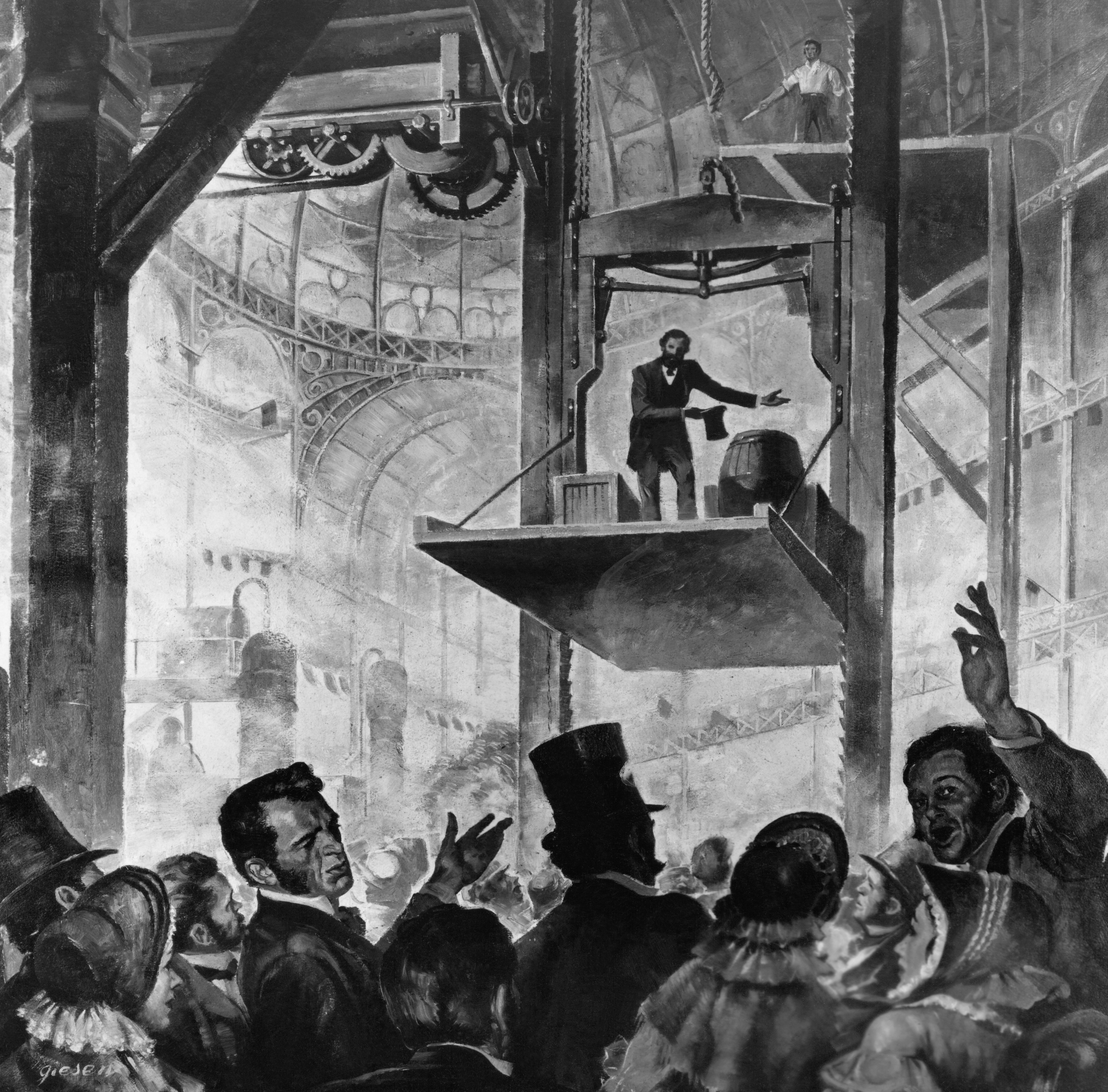
Demonstração do freio de segurança de elevadores por Elisha Graves Otis.

- - Invenção do freio de segurança de elevadores, por Elisha Graves Otis.
  - Realização do primeiro voo tripulado, controlado e propulsado em um Balão motorizado, por Henri Giffard.
- 1853 d.C.: Invenção do Concreto armado, por François Coignet.
- 1855 d.C.: Invenção do primeiro método praticável de Fotografia colorida, por James Clerk Maxwell.
  - Inventado o Processo de Bessemer para criação de aço, por Henry Bessemer. Que foi aperfeiçoado ao longo dos anos seguintes.
- 1856 d.C.: Usando o princípio de compressão de vapor, James Harrison, produz a primeira máquina de produção de gelo e refrigeração do mundo em Geelong, Austrália.[198]
- 1857 d.C.: Inventado o Tubo de Geissler, por Heinrich Geissler.
- 1859 d.C.: Invenção da Bateria chumbo-ácido, a primeira bateria recarregável, por Gaston Planté.
- 1862 d.C.: Invenção da Parkesine um composto de nitrocelulose inventado por Alexander Parkes é considerado o primeiro material plástico feito pelo homem.
- 1863 d.C.: Invenção dos Patins com rodas, por James Leonard Plimpton.
- 1864 d.C.: Invenção do processo de Pasteurização, por Louis Pasteur.
- 1865 d.C.: Criação do Processo Siemens-Martin para a fabricação de aço, por Carl Wilhelm Siemens e Pierre-Émile Martin.
  - Publicação de Versuche über Pflanzenhybriden ("Experimentos de Hibridização de Plantas"), por Gregor Mendel, estudo fundamental para o campo da ciência genética.
- 1867 d.C.: Invenção da Dinamite versão manejável mais segura da Nitroglicerina, por Alfred Nobel.

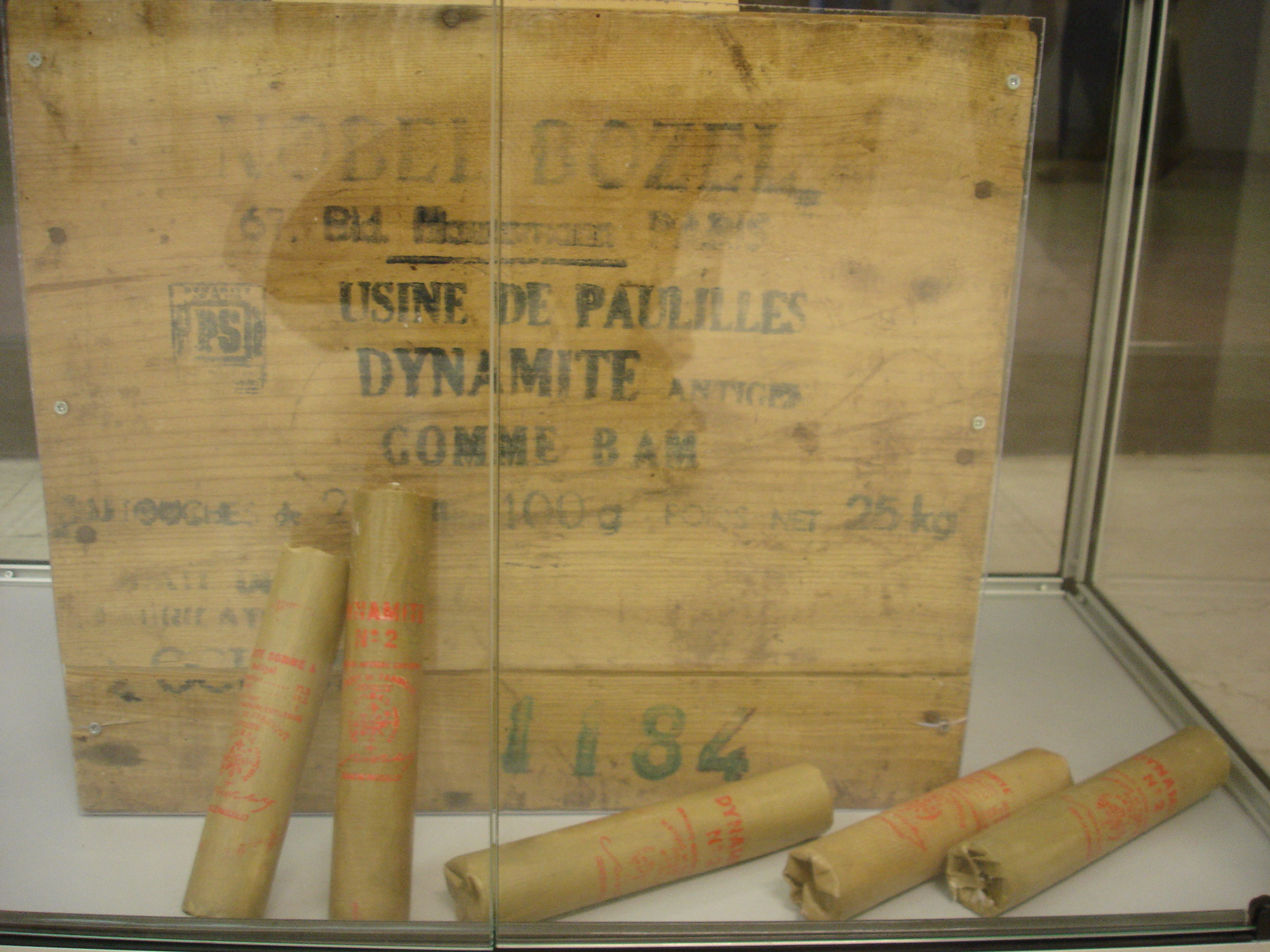
Caixa de bananas de Dinamite Nobel-Bozel (1957-1984).

- 1873 d.C.: Invenção do Forno rotativo, por Frederick Ransome.
  - Invenção do Radiômetro de Crookes, por William Crookes.
  - Inventado o primeiro Gerador elétrico comercial, o Anel de Gramme, por Zénobe Gramme.
- 1874 d.C.: Invenção do primeiro Detector de metal, por Gustave Trouvé.
- 1876 d.C.: Invenção do Motor de quatro tempos, conhecido como Ciclo de Otto, por Nicolaus Otto.
  - Uma patente do Telefone é concedida à Alexander Graham Bell. Contudo outros inventores antes de Bell tenham trabalhado no desenvolvimento do aparelho.[199]

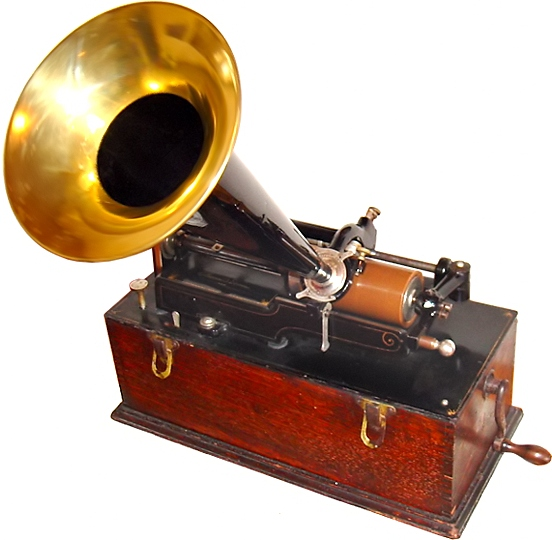
O Fonógrafo de Thomas Edison.

- 1877 d.C.: O primeiro Fonógrafo funcional é inventado por Thomas Edison.[200]
- 1878 d.C.: É garantida a patente do Rebreather à Henry Fleuss.[201]
- 1879 d.C.: Thomas Edison obtém a patente da primeira Lâmpada incandescente praticável.
- 1884 d.C.: Invenção da Metralhadora de operação por recuo, Arma de Maxim, por Hiram Maxim.
  - Invenção da Poudre B uma pólvora que não produzia fumaça, por Paul Marie Eugène Vieille.
- 1884 d.C.: Invenção da Turbina a vapor moderna, por Charles Algernon Parsons.
- 1886 d.C.: Inventada a Pilha de zinco-carbono a primeira pilha seca que tornou os aparelhos eletrônicas portáteis praticáveis.
  - Conclusivamente demonstrado por Heinrich Hertz a existência das Ondas de rádio. Contudo, os efeitos das ondas eletromagnéticas já haviam sido observadas por outros antes e depois dele, como Luigi Galvani no século XVIII.
  - Criado o Processo Hall-Héroult mais econômico para a produção de alumínio, foi inventado por Charles Martin Hall e independentemente por Paul Héroult.
  - Inventado o primeiro Veículo automotivo à gasolina, por Karl Benz.

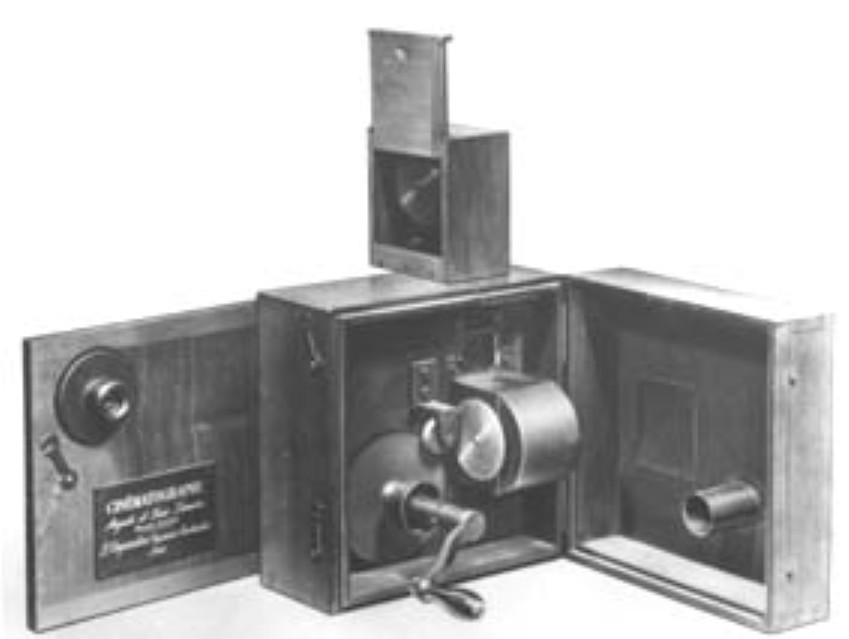
O Cinematógrafo dos Lumière de 1895.

- 1887 d.C.: Invenção do Processo Bayer para a produção de alumina, por Carl Josef Bayer.
  - Inventada o primeiro Turbina eólica usada para gerar eletricidade, por James Blyth.
  - Desenvolvido o processo de Cianetação do ouro, por John Stewart MacArthur em colaboração com os irmãos Robert Forrest e William Forrest.
- 1888 d.C.: Invenção da Caneta esferográfica, patenteada por John J. Loud.[202]
- 1891 d.C.: Invenção do Zíper, por Whitcomb L. Judson.
- 1893 d.C.: Invenção do Motor a diesel, por Rudolf Diesel (contudo experimentos com compressão de ignição haviam sido feitos antes de Diesel por Herbert Akroyd Stuart).
- 1895 d.C.: Invenção das Transmissões por onda de rádio, por Guglielmo Marconi.
  - Invenção do Cinematógrafo, pelos Irmãos Lumière.

### Século XX
- 1900 d.C.: Projetado o primeiro Zepelim, por Theodor Kober.
- 1901 d.C.: Invenção do Aspirador de pó, por Humbert Cecil Booth.[203]
- 1903 d.C.: Invenção da primeira bem sucedida Turbina a gás, por Ægidius Elling.
  - Invenção do primeiro aeródino controlável de asa fixa o Wright Flyer, pelos Irmãos Wright.

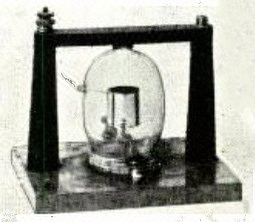
A Válvula de Fleming.

- 1904 d.C.: Invenção da Válvula de Fleming, o primeiro tubo de vácuo e diodo, por John Ambrose Fleming.
- 1906 d.C.: O aeródino 14-bis realiza um voo de 220 em 21.5 segundos, por Alberto Santos Dumont.[204]
- 1907 d.C.: Primeiro voo livre de um aeródino de asa rotativa, antecessor do helicóptero, por Paul Cornu.
  - Invenção do primeiro plástico sintético o Baquelite, por Leo Baekeland.
- 1908 d.C.: Invenção do Celofane, por Jacques Edwin Brandenberger.
- 1909 d.C.: Inventado o Processo de Haber, por Fritz Haber.
  - Primeira transmissão instantânea de imagens ou Programa de televisão, por Georges Rignoux e A. Fournier.
- 1911 d.C.: Inventado o primeiro Detector de partículas, a Câmara de Wilson, por Charles Thomson Rees Wilson.

- 1915 d.C.: Invenção do Carro de combate, por Ernest Swinton[205] Contudo há evidências que apontam para um inventor australiano que teria sido avaliado pela Comissão Real Britânica para a submissão de uma proposta de um veículo tracionado por correntes que poderia ser facilmente conduzido com muita carga sobre terrenos ruins e trincheiras que ficou completa com desenhos já em 1912.[206] Antes dele um austríaco chamado Günther Burstyn havia desenvolvido um veículo em 1911 e um capitão do exército francês Levavasseur havia proposto um design em 1903.
- 1916 d.C.: Inventado um processo para produção em massa de Cristais de silício conhecido como Processo de Czochralski, por Jan Czochralski.
- 1917 d.C.: Inventado o Oscilador de cristal usando um cristal de Sal de La Rochelle, embora a sua prioridade tenha sido contestada por Walter Guyton Cady.
- 1926 d.C.: Inventada a Antena Yagi-Uda, por Shintaro Uda que foi largamente usada na Segunda Guerra Mundial e teve desenvolvimento que culminou nas antenas de televisão modernas.
- 1927 d.C.: Inventado o Relógio de quartzo, por Warren Marrison e J. W. Horton nos Laboratórios Bell.[207]

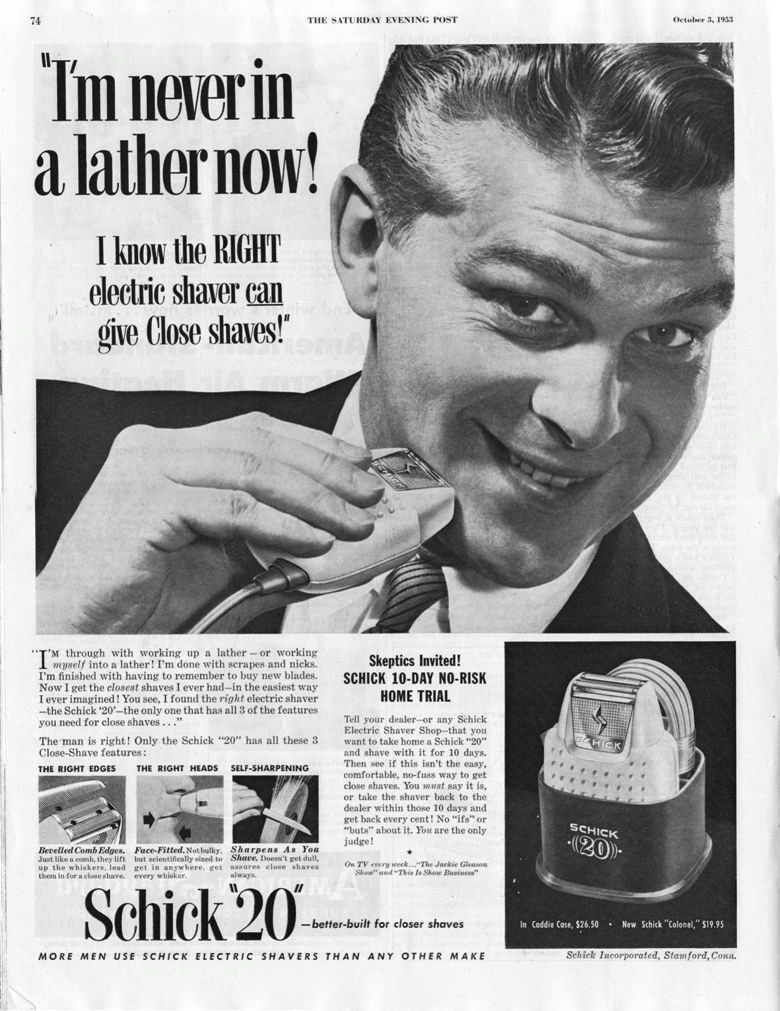
Propaganda de jornal do primeiro Barbeador elétrico o Schick 20.

- 1928 d.C.: Barbeador elétrico, por Jacob Schick.[208][209]
  - É extraído da Penicilina substâncias para serem usadas como antibióticos, descoberto por Alexander Fleming.
- 1930 d.C.: Inventado o Microscópio de contraste de fase, por Frits Zernike.
- 1931 d.C.: Inventado o Microscópio eletrônico, por Ernst Ruska.
- 1933 d.C.: Patenteado o Rádio FM, por Edwin Armstrong.
- 1938 d.C.: Inventado o primeiro computador programável do mundo o Z1, por Konrad Zuse.
  - A Fissão nuclear é descoberta em experimentos de Otto Hahn, ajudado por Lise Meitner e Fritz Straßmann, a pesquisa e descoberta serviu de base para o Projeto Manhattan, o Projeto soviético da bomba atômica e o Projeto de energia nuclear alemão.

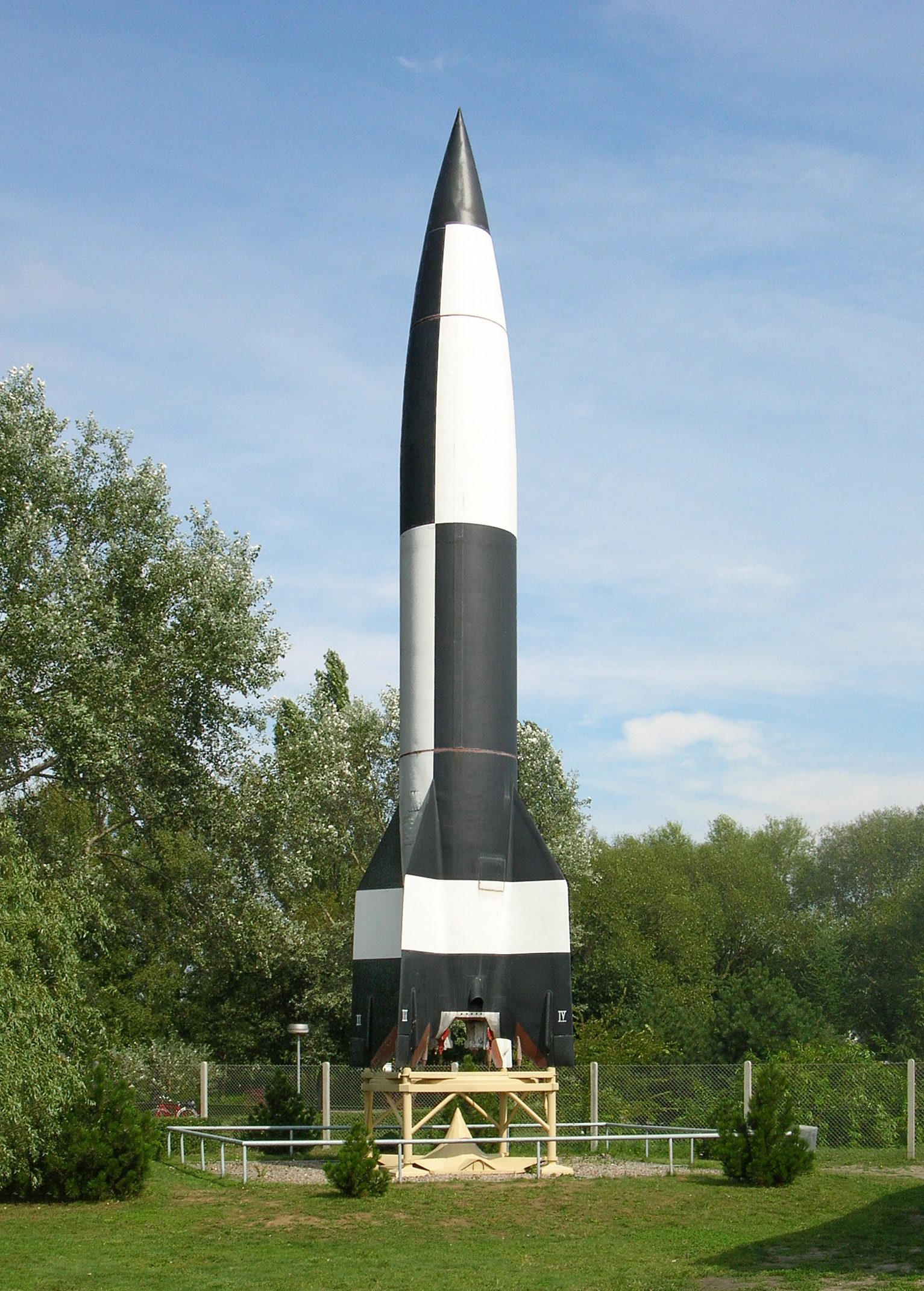
O Míssil V-2 usado durante a segunda Guerra Mundial pela Alemanha Nazista para atacar o Reino Unido. É considerado o primeiro míssil balístico do mundo.

- 1942 d.C.: Inventado o primeiro Míssil balístico de longo alcance o V-2, durante a Segunda Guerra Mundial, na Alemanha Nazista.
- Julho de 1945 d.C.: Primeira Bomba atômica desenvolvida com sucesso pelos Estados Unidos a Grã Bretanha e Canadá como parte do Projeto Manhattan.
- 1947 d.C.: Invenção da Holografia, por Dennis Gabor.
  - Invenção do Transístor, por John Bardeen e Walter Houser Brattain com a supervisão de William Bradford Shockley.
  - Invenção do Fraturamento hidráulico, por Floyd Farris e John Bates Clark.[210]
- 1948 d.C.: Invenção do primeiro Relógio atômico, desenvolvido no National Institute of Standards and Technology.
  - Desenvolvimento do Processo de Linz-Donawitz para a fabricação de aço, por Robert Durrer.
- 20 de dezembro de 1951 d.C.: Primeiro uso da Energia nuclear para a geração de Eletricidade de abastecimento doméstico, em Arco, Idaho Estados Unidos.[211][212]

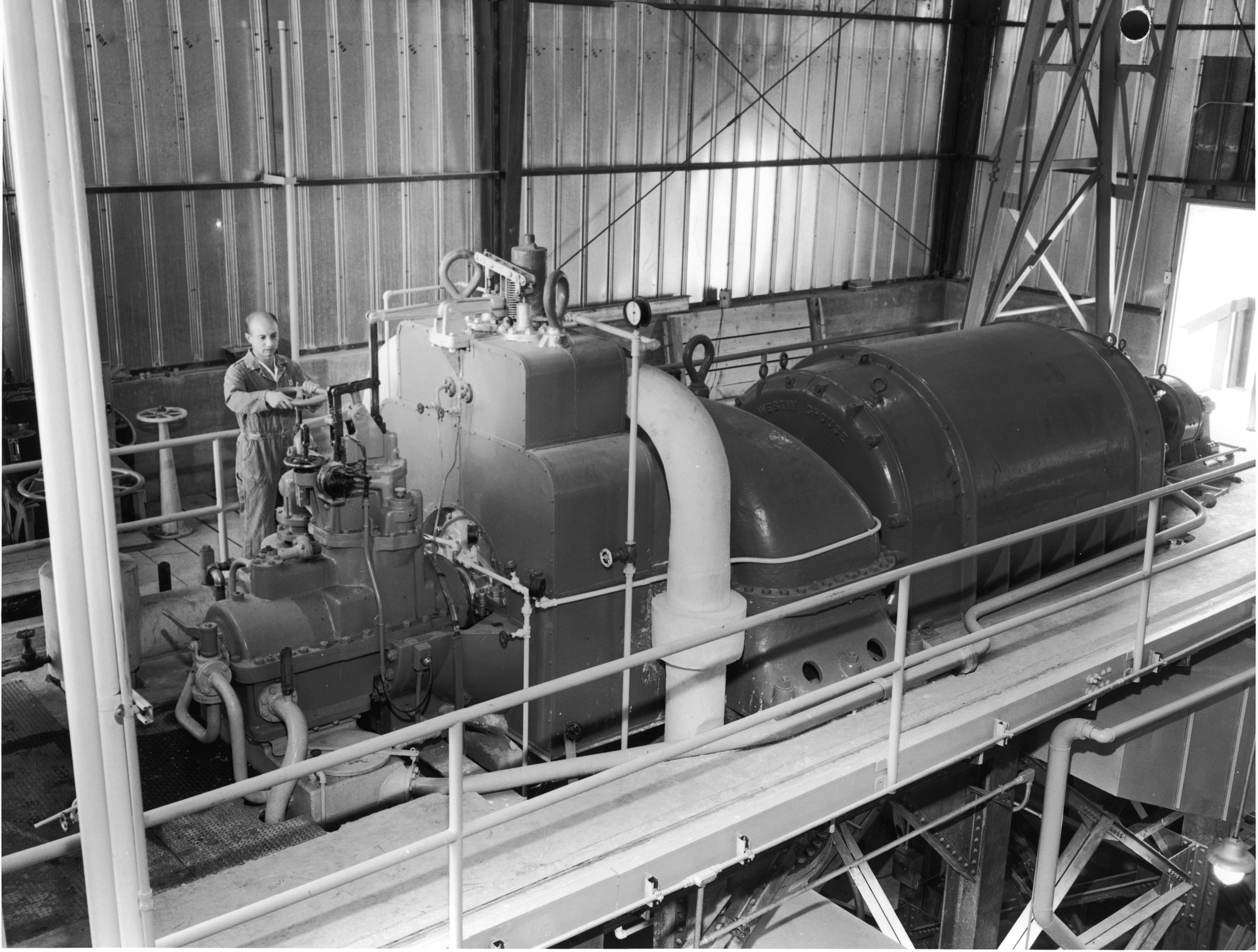
Turbina a vapor e gerador do BORAX III, reator nuclear do experimento para geração de energia nuclear em Idaho.

- 1952 d.C.: Invenção da primeira arma Termonuclear, desenvolvida nos Estados Unidos.
- 1954 d.C.: Invenção da Bateria solar, por cientistas do Bell Labs sendo Calvin Souther Fuller, Daryl Chapin e Gerald Pearson.
- 1955 d.C.: Invenção do Container intermodal, desenvolvido por Malcom McLean.
- 1957 d.C.: O primeiro Computador pessoal é usado por uma pessoa e é controlado por um teclado, o IBM 610.
- 1958–59 d.C.: Em uma co-criação é inventado o Circuito integrado, por Jack Kilby e Robert Noyce.
- 1960 d.C.: Inventado o primeiro Laser funcional, por Theodore Harold Maiman.
- 1969 d.C.: A ARPANET e desenvolvida primeiro pelas universidades Universidade da Califórnia em Los Angeles, Stanford Research Institute, Universidade da Califórnia em Santa Bárbara e Universidade de Utah.
  - Criação do sistema operacional Unix, pelos cientistas do Bell Labs.
- 1970 d.C.: Invenção da Calculadora de bolso, no Japão.
- 1971 d.C.: Invenção do E-mail, por Ray Tomlinson.
  - Invenção do primeiro Microprocessador comercial, o Intel 4004.
- 1972 d.C.: Invenção do primeiro Console de videogame, o Magnavox Odyssey.[213]
- 1973 d.C.: Primeira Interface gráfica do utilizador é inventada e introduzida pela Xerox no Xerox Alto. A modernas IGU ou GUI foram popularizadas pelos modelos Xerox Star e Apple Lisa.
  - Um primeiro tipo de Tela sensível ao toque ou Touchscreen foi desenvolvido no CERN.

- 1975 d.C.: Após o lançamento do Altair 8800 a popularização do Microcomputador obteve uma grande revolução.
- 1973–75 d.C.: Desenvolvida a Internet Protocol Suite antecessora da moderna Internet, por Vinton Cerf e Robert E. Kahn para a Defense Advanced Research Projects Agency (DARPA) no ARPANET.
- 1980 d.C.: Invenção da Memória flash, por Fujio Masuoka do Japão.
- 1982 d.C.: Desenvolvimento do CD-ROM, pelas empresas Sony e Philips.[214]
- 1984 d.C.: Primeiro aparelho comercial de Telefone celular, o DynaTAC 8000X da Motorola.
- 1990 d.C.: A World Wide Web é apresentada ao público pelo engenheiro e cientista da computação inglês Tim Berners-Lee.[215][216]
- 1993 d.C.: Inventado o primeiro Browser, o MOSAIC.
- 1995 d.C.: Inventado e desenvolvido o DVD pelas empresas Philips, Sony, Toshiba e Panasonic.
- 1996 d.C.: Lançada a interface Universal Serial Bus (USB), pelas empresas Compaq, DEC, IBM, Intel, Microsoft, NEC e Nortel.

## Terceiro milénio d.C.
- 2000 d.C.: Os computadores pessoais ultrapassam a velocidade de processamento de 1 GHz.[217]
- 2001 d.C.: Invenção do Segway PT um revolucionário transportador pessoal de duas rodas, por Dean Kamen.
  - Inventado o coração totalmente artificial AbioCor.[218]
  - Lançado o iPod tocador de música revolucionário que tinha capacidade de 1 Gigabyte de armazenamento de dados, criado pela Apple.[219]

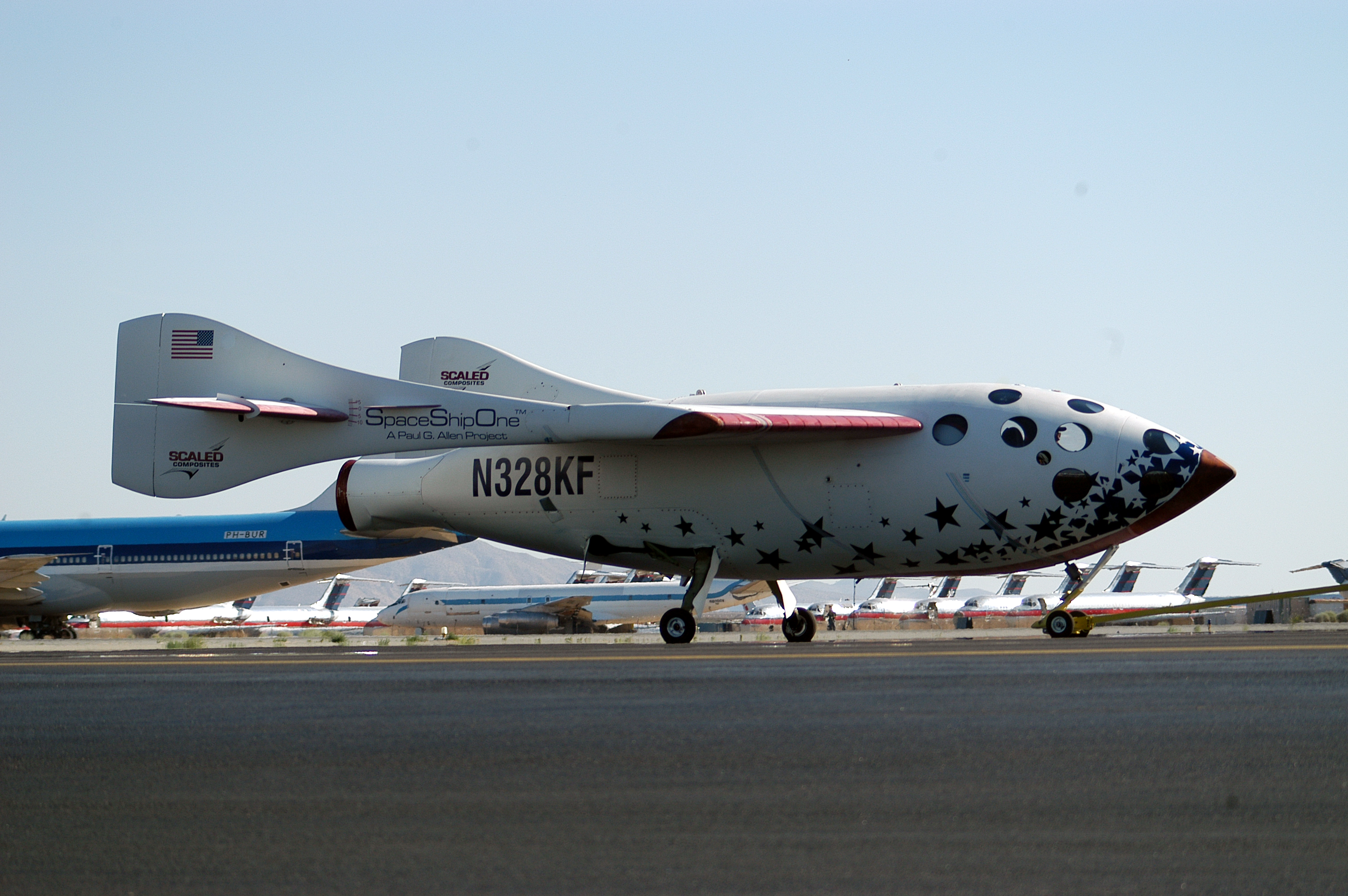
A SpaceShipOne primeira aeronave a realizar o turismo espacial.

- 2004 d.C.: Isolamento dos Cristais de Grafeno, por Andre Geim e Konstantin Novoselov.[220][221]
  - Criada a primeira companhia de Turismo espacial, a Virgin Galactic.[222]